# 津波

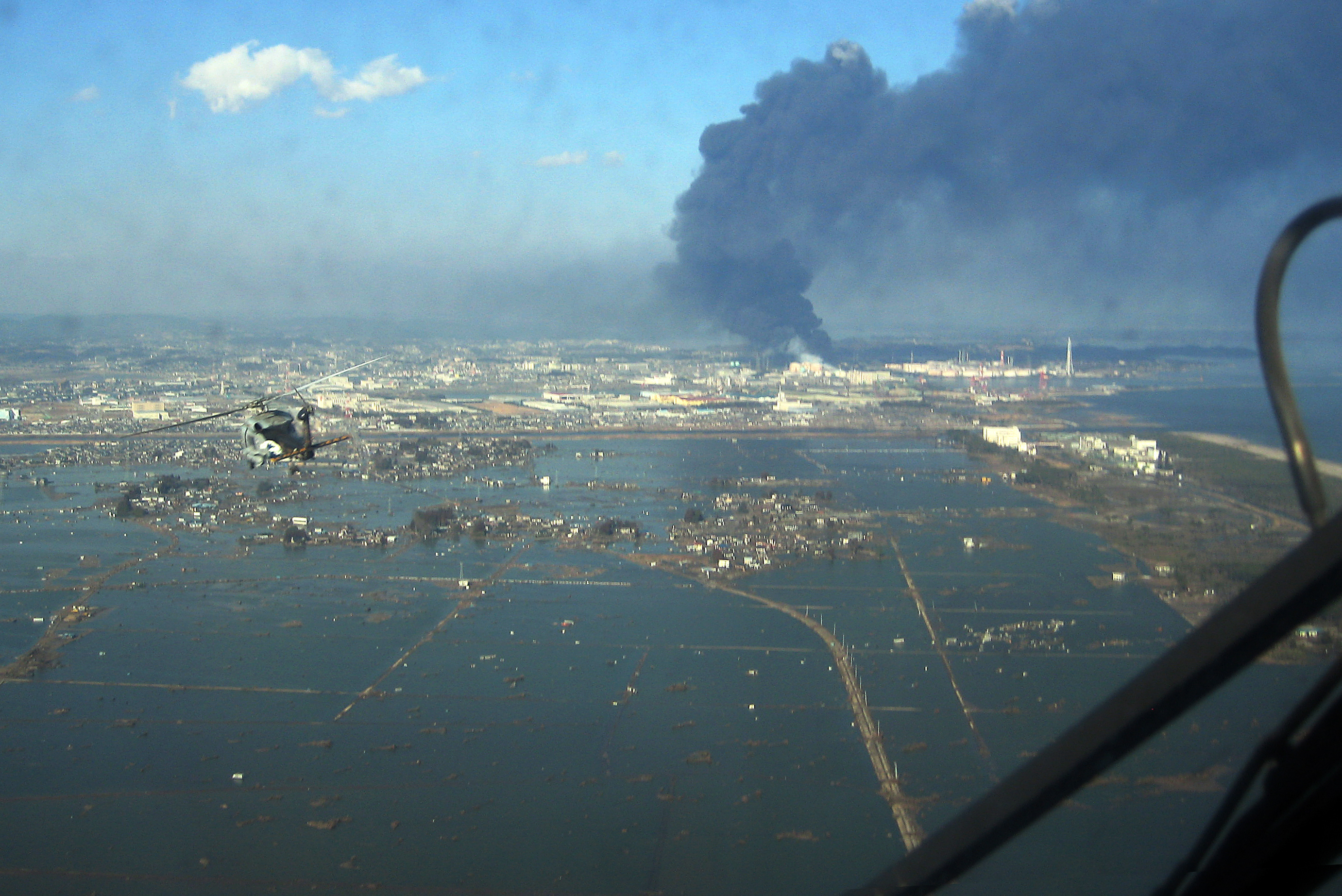
2011年の東北地方太平洋沖地震の際に発生した津波によって水没した仙台港付近の上空からの写真。JX日鉱日石エネルギー仙台製油所より黒煙が上がっている。

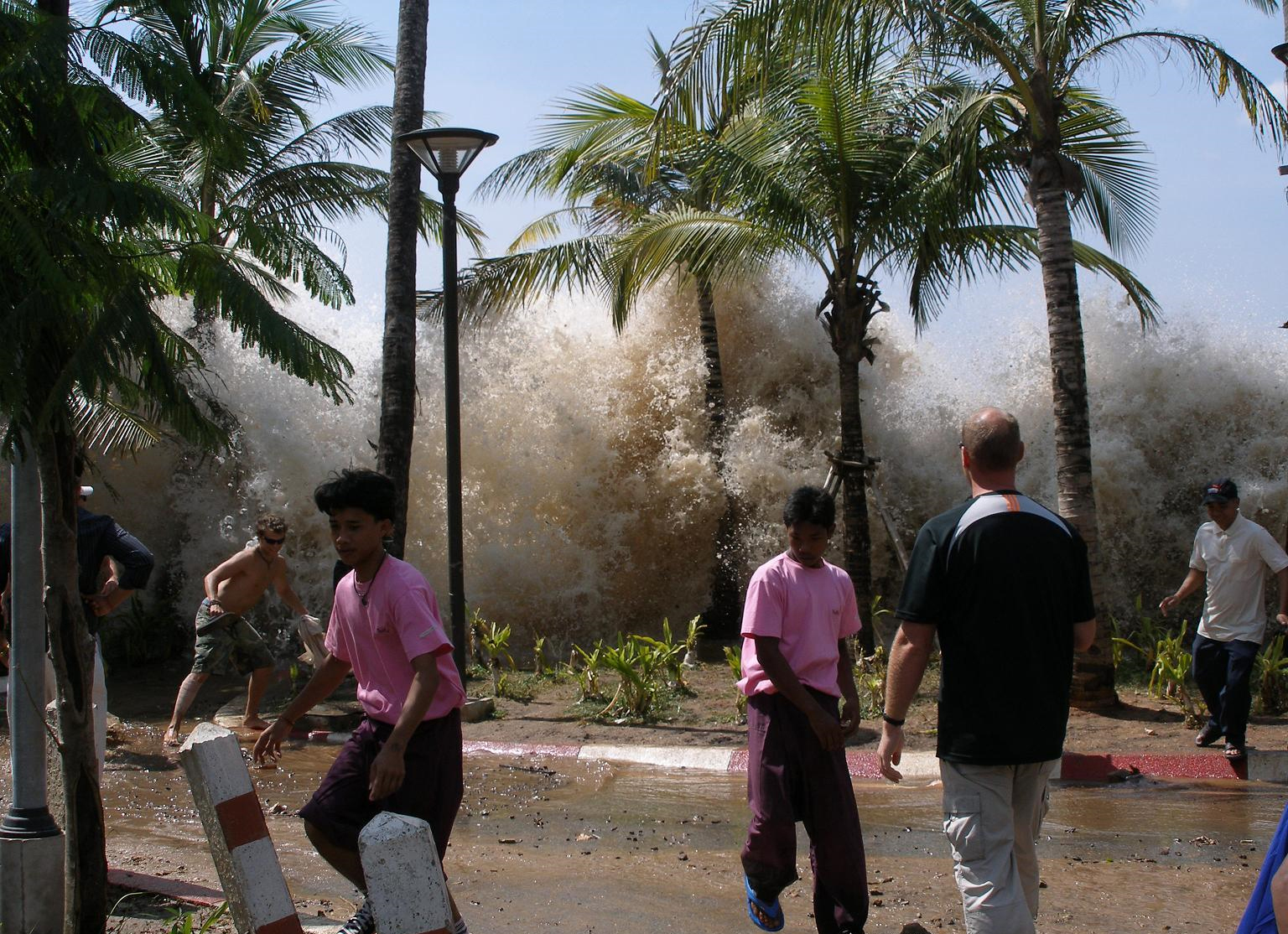
2004年スマトラ島沖地震の際に発生した津波が到達した瞬間のタイ王国アオナンの海岸。

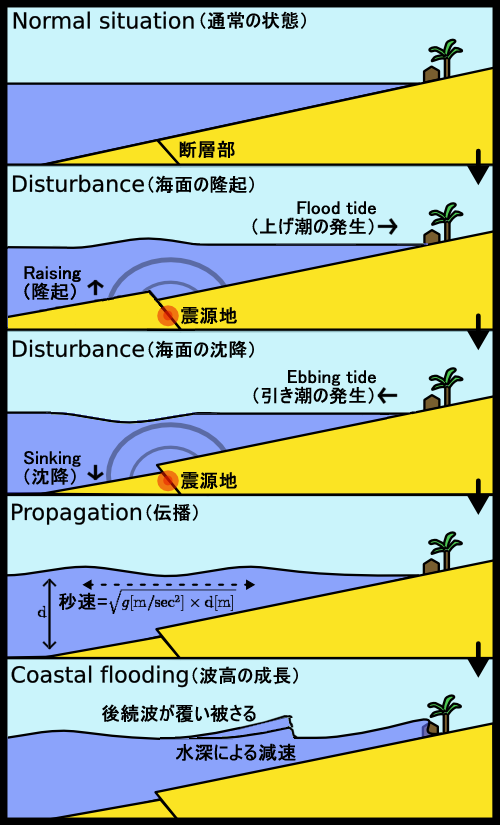
津波の発生原理を示す図

津波（つなみ、英語: Tsunami）は、地震や火山活動、山体崩壊に起因する海底・海岸地形の自然環境の急変により、海洋に生じる大規模な波の伝播現象である。まれに隕石衝突が原因となったり、湖で発生したりすることもある。なお、津波（tsunami）は通常は地殻変動要因の現象を指し、気象要因の現象、特にプラウドマン共鳴により増幅された海洋長波は気象津波として区別する。
1波1波の間隔である波長が非常に長く、波高が巨大になりやすいことが特徴である。地震による津波では波長600 km、波高5 m超のものが生じた事がある（津波が陸上に達するとこの値は大きく変わる）。
津波という現象は、例えるならば大量の海水による洪水の様な現象であり、気象など他の要因で生じる波とは性質が大きく異なる。大きな津波は浮遊物と共に陸深くに浸入し、沿岸住民の水死や市街・村落の破壊など、様々な災害を発生させる。

## 概要
20世紀後半以降 英語: "Tsunami" は、世界で広く一般にも使用される共通語になった。そもそも日本語における「津波」の語源（後述）は、沖で被害が出なくても津（=港）で大きな被害が出ることからきている。
津波は、沖合から海岸に近づき海底が浅くなるにつれて波高が高くなり、海岸線では沖合の数倍に達する。湾口で2 mのものが湾奥で5 m超になった事例もある。また海底が浅くなるにつれて波長は短くなるが、海岸線でも数百m - 数km程度ある。
上陸した津波は、依然として大きな水圧を伴った高速の波として数分から数十分の間押し寄せ続けたら（押し波）、今度は海水を沖へ引きずり続け（引き波）、しばらくしたら再び押し寄せて（押し波）、という具合に押し引きを繰り返し、やがて減衰していく。大きな津波は、陸上にある建物、物品、そして人間を押し流し、景色を一変させ甚大な被害をもたらすことがある。また大きな津波は海岸に続く河川を遡るほか、海上でも被害をもたらすことがある。
特にリアス式海岸の湾奥では狭く細長く深い湾が津波の威力を集積させる。また海に突き出た岬の先端では周囲からの回り込みの波が重なるため、他の海岸に比べて同じ津波でも被害が大きく、より小さな津波でも被害を受けることが知られている。
また海岸では、日本の三陸海岸の港町のように津波を防ぐために防潮堤、あるいは通常の波浪を防ぐなどの目的で堤防が築かれている海岸があり、これらは津波の被害を軽減する役割を果たす。一例として、2011年に発生した東北地方太平洋沖地震（Mw9.0）に伴う津波は沿岸の広い範囲に甚大な被害をもたらしたが、岩手県下閉伊郡普代村の普代水門と太田名部防潮堤（ともに高さ15.5 m）や同県九戸郡洋野町の防潮堤（高さ12 m）は決壊せず、津波の影響を大幅に減衰させて集落進入を防いだ結果、軽微な被害にとどまっており、特に普代村においては被災民家および死者は発生しなかった。
その一方で、津波被害をカバー出来ず、人々が防潮堤があることで「楽観バイアス」がかかった結果、甚大な被害を出す事態もある。防潮堤の高さや強度が不足している場合のほか、津波を起こした地震で損壊したり地盤沈下により海面が上昇したりして、堤防の機能が弱まることがある。また防潮堤などにある水門は、人が駆けつけることができない場合や、停電の影響で閉められないことがある。こうした事例から、防潮堤による津波対策を再考する動きもある。

## 津波をもたらす原因
海底地形や海水の体積の短時間での変化、海水への衝撃波によって引き起こされる非常に長周期の波である。
海における津波の発生原因として、海底で接触し合っているプレート同士の弾性反発に起因する急激なずれ、つまり浅海底での地震が最も大きな割合を占める。このほか、海岸地域で起こる地滑り、海底火山の活動、海底地すべりなどの地質学的な要因があげられる。また、過去においては後述するように海洋への隕石の落下により引き起こされた事例も確認されている。

### 地震による津波

#### 基本
津波の原因として最も一般的なものは、海底地震すなわち震源地が海底である大地震であり、記録に残る津波の大部分はこれによるものである。

地震前のプレートの沈み込み。重い海洋プレートが大陸プレートの下に沈み込む。
プレートの歪みと隆起。海洋プレートは大陸プレートの先端を押し込みながら沈み込む。大陸プレートの内側上部は隆起する。
地震の発生。一瞬にして大陸プレートの先端が隆起し、津波を生じる。大陸プレートの内側上部は沈降する。
津波の伝播。両側に津波が広がっていく。

断層が活動して地震が発生した時に、海底にまで断層のずれが達して海底面が上下に変化すると非圧縮性流体である海水が上下に移動させられてその地形変化が海面に現われ水位の変動がうねりとなって周囲に広がっていき、津波となる。地震の揺れ（地震動、地震波）で生じる海震とは異なる。大地震においては、数十kmから時に1,000 kmを超える長さ、数十kmから数百kmの幅の範囲で、数十cmから数十mという規模で、数十秒から数分の間に、海底が一気に起きる。この体積変化のエネルギーは巨大で波長が非常に長いため、ほとんど失われることなく海水面の隆起や沈降に変換されて津波を生じる。
正断層による海底の沈降によっても、逆断層による隆起によっても津波は起こる。マグニチュード8級の地震では震源域の長さが100 km以上になる事もあり、それに伴う地形変化も広い面積になるので、広範囲の海水が動いて大規模な津波を起こす。ただし、後述の津波地震等の津波を巨大化させる別の原理があるため、地震の大きさ・揺れの大きさと津波の大きさは、必ずしも比例していないため防災上注意が必要である。津波という現象の発生には海底の地形が大きく変わる事が重要で、大地震による海底の断層とそれによる隆起や沈降は最も津波を起こしやすい現象といえる。ただし、海底の断層運動があっても、横ずれが卓越し隆起や沈降がなければ大きな津波は発生しない。原理は、入浴中に浴槽の下から上へ、突き上げるように湯を手で押し上げて見るのが理解し易い。押し上げられた湯は塊りとなって水面まで持ち上がってから周囲に広がるはずであり、これが巨大になったのが津波である。なお、津波を生じるためには震源がある程度浅くなければならず、震源が概ね100 kmより深いものでは津波は発生しないとされている。
地震津波は海溝付近で発生することが多い。海溝付近では数十年 - 数千年の間隔でマグニチュード7 - 9の海溝型地震が発生し、その際に現れる海底の大断層によって津波が発生する。20世紀後半以降、日本付近の海溝型地震は同じ地域でもその発生規模と間隔によって数種類あることが明らかになってきており、数十年間隔で海溝の中の特定の領域の1つで発生する地震（巨大地震）、数百年間隔で海溝の中の隣接した複数の領域で発生する地震（連動型巨大地震）のほか、津波堆積物による推定では数千年間隔で更に広範囲の隣接した領域で発生する地震（連動型超巨大地震）などがあると考えられている。後者ほど震源域が長いので、津波に襲われる地域は広くなる。また、これらの地震により引き起こされる特に大きな津波は、巨大津波と呼称される場合がある。日本付近では、千島海溝、日本海溝、伊豆・小笠原海溝、相模トラフ、南海トラフ、琉球海溝など太平洋側の全ての地域でこのタイプの津波が発生する可能性がある。
一方、逆断層型や正断層型の内陸地殻内地震（断層型地震、直下型地震）や海溝型ではないプレート境界型の地震が海底で発生した場合でも津波が発生する。日本海東縁変動帯に当たる北海道、東北地方、北陸地方の日本海側はプレート境界型地震、その他の地域では内陸地殻内地震による津波の発生の可能性がある。このタイプの津波も日本近海では過去何度も発生していて、日本海中部地震（1983年）や北海道南西沖地震（1993年）などがある。この他、これから沈み込む海洋プレート内で起こるアウターライズ地震でも津波が発生する可能性があり、プレート境界よりも沖合で地震が発生するため、地震動に比して大きな津波となる場合がある。昭和三陸地震（1933年）はこのタイプの地震であった。
なお、断層角が垂直に近い高角逆断層型の地震では下盤側で、正断層では上盤側でそれぞれ沈降が発生するため、その側に面した沿岸では引き波が第一波となることがある。津波を生じる地震は海溝型だけではなく、同じ沿岸でも地震によっては押し波となる場合もあるので、防災上は注意を要する。
地震津波の大きさを表現する指標の1つとして「津波マグニチュード Mt」というものがある。津波の規模は地震の規模に比例するという性質を利用して、複数の地点における津波の波高と震源からの距離から、マグニチュードで規模を算出する。

#### 津波地震
また、「ゆっくり地震」あるいは「津波地震」と呼ばれる、海底の変動の速さが遅い地震があることも知られている。これは、人が感じる短周期の成分では比較的小さな揺れ（地震動）しか発生しないため一見すると小規模の地震のようだが、長周期の成分が卓越しているだけであって、実は総エネルギーが大きな地震であり、海底面の変動も大規模であるため、予期せぬ大津波によって被害がもたらされる事がある。1896年（明治29年）の明治三陸沖地震津波がその例で、原因となった地震については震度分布から長らくマグニチュード 7.6、あるいは短周期の地震動の観測に基づいて表面波マグニチュード Ms 7.2 - 7.4 とされてきたが、その後津波マグニチュード Mt 8.2 - 8.6、あるいは津波の大きさを考慮してマグニチュード8 1/4に改められ、理科年表では2006年版以降この値が採用されるなど近年見直しがなされた。津波地震では前記の例の通り、表面波マグニチュードより津波マグニチュードの方が大きくなる。
津波地震となる要因にはいくつかあり、
1. 断層破壊が通常に比べゆっくりと進行することで、地震動や海底地形変化のエネルギーが通常よりも高い割合で津波のエネルギーに変換される。プレート境界部分に柔らかい堆積物があると、断層破壊がゆっくりとなることが知られている。
2. 起震断層の角度が非常に浅い場合、地震動が短周期であっても津波の周期が通常より長くなり、長周期の津波は減衰しにくいため津波が高くなる。
3. 主破壊による起震断層とは別に、地震によって海溝付近の付加体と呼ばれる堆積層に枝分かれした分岐断層が発生し、その隆起によって津波が高くなる。
4. 地震動や海底地形変化によって発生した、大規模な海底地すべりによって津波が高くなる。
5. 地殻変動によって海底下の堆積層にマグマが貫入し、その隆起によって津波が高くなる。

などが挙げられる。1,2は長周期の津波、3,4,5は短周期の津波である。上記1.の要因により津波地震は、海溝付近のプレート境界のうち海溝軸に近い浅い部分を震源域とした地震で起こりやすい。1896年の明治三陸沖地震津波は上記1.によって津波地震になったと考えられている。また、2011年の東北地方太平洋沖地震津波は連動型地震であったため、地震発生初期にまずプレート境界浅部で上記1.の要因による津波を発生させたあと、プレート境界深部にも断層破壊が及んで強い地震動が発生したあと、再びプレート境界浅部で破壊が起こって津波が増幅したと考えられている。

#### 遠隔地津波
地震津波は大規模で遠方まで伝わるため、地震を感じなかった地域でも津波に襲われる場合がある。これを遠隔地津波と言う。津波の到達まで時間があるので避難しやすく人的被害防止は容易であるが、情報の伝達体制が整っていないと不意討ちを受ける形になり、被害が大きくなる。後者には1960年のチリ地震津波の際のハワイや日本、2004年のスマトラ沖地震の時のインド洋沿岸諸国、東北地方太平洋沖地震におけるハワイやアメリカ合衆国西海岸などの例がある。
球形の地球表面では、発生した津波のエネルギーは地球の反対側の地点（対蹠点）に再び集中する。そのため、チリ沿岸で発生した津波は太平洋を挟んで反対側の日本に被害を及ぼしやすい性質がある。また同様の原理により太平洋の中心に位置しているかつ5,000 mの深海底に囲まれたハワイは、環太平洋各地からの津波を減衰しにくいまま受けるため、津波被害を受けやすい。

### その他の要因
海洋だけで無く山間部でも同様に山体崩壊が起因でダム湖などの湖沼でも発生する。実際にイタリアのバイオントダムでは、地すべりにより100 mの津波が発生して2,000人以上が死亡している。また、岩手・宮城内陸地震では荒砥沢ダム上流部で山体崩壊を誘発し、津波が発生している。平成23年台風12号において、深層崩壊による山体崩壊が発生し、土砂が流れ込んだ河川で津波の性質を持つ段波が発生した。
湖底堆積物の崩落
トゥールのグレゴリウスなどの記述では西暦563年にレマン湖南西岸のジュネーヴがトレデュナム・イベント（Tauredunum event）と呼ぶ津波状の水害に襲われたとあるが、その時に地震があったとの記録はない。2012年10月28日、ジュネーブ大学の地質学者 は東端から流入するローヌ川によってできた厚さ5 m、湖中心・最深部まで約10 km長、幅約5 kmの湖底堆積物が崩落して津波が発生し、シミュレーションにより70分後に襲われたとの研究結果を発表した。採取した堆積物は放射性炭素年代測定により381年から612年のものと判明した。地質学者は湖でも津波は起こりうるとして再発も警鐘している。
火山活動による津波
火山の山体崩壊や、火砕流の流入、カルデラ形成、爆発による水柱形成、火山性地震の発生、空振などにより津波が発生する。
- 発生例
  - 1741年：日本の渡島大島の山体崩壊による津波。2000人以上が死亡。
  - 1792年：日本の雲仙岳・眉山の山体崩壊によって生じた有明海での津波。生き埋めと合わせ約15,000人が死亡。(島原大変肥後迷惑)
  - 1883年：インドネシアのクラカタウ火山の噴火による津波。約36,000人が死亡。
  - 1979年：インドネシアのロンブレン島で700人から1,000人の犠牲者を出した津波。
  - 2022年：フンガ・トンガで大規模な噴火が発生（2022年のフンガ・トンガ噴火）。バース大学の研究によると発生直後の津波の高さは90ｍに達したとされている。

斜面崩壊
前述した火山の山体崩壊や、大陸棚の崩壊、氷河の崩壊などで、大量の土砂や岩石が海になだれ込んだ際にも津波が発生する。大部分は地震津波に比べてはるかに規模は小さいが、状況によっては地震が原因の津波と遜色がないほどの大津波が発生することもあると言われ、また発生地点に接して人口密集地帯があると大被害を引き起こす。
- 日本国内外のいくつかの例として、
  - 8000年前のノルウェー沖の大陸棚崩壊（ストレッガ海底地すべり）による津波。最大波高40m程度。
  - 1958年：Mw7.8の地震によって誘発された斜面崩壊によるリツヤ湾大津波。局地的ながら最大波高524mと推定される。
  - 1998年：Mw7.0のパプアニューギニア地震によって誘発された斜面崩壊によるニューギニア島北岸での津波。最大波高15m、死者行方不明者約2,700人。

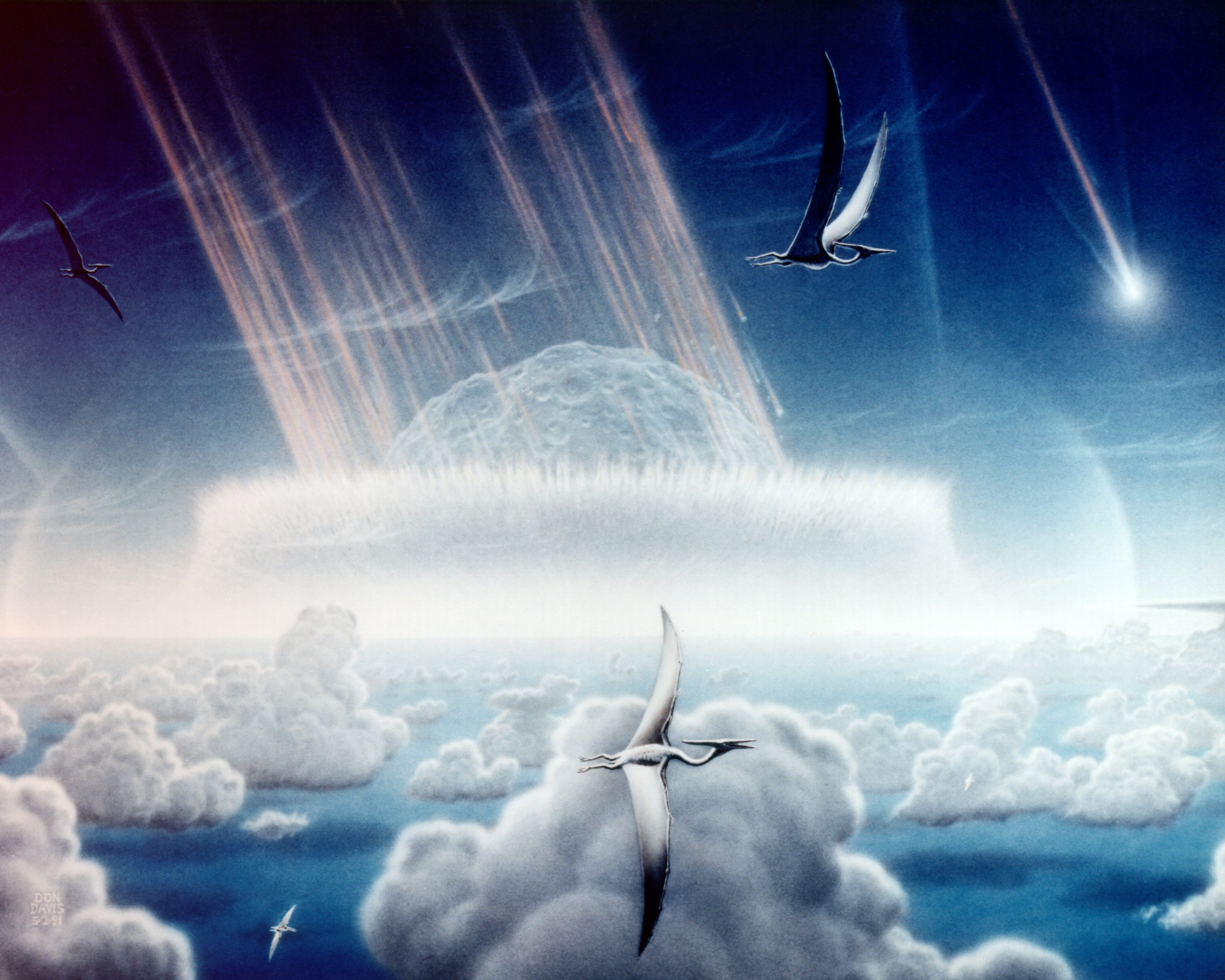
海に落下する隕石の想像図

隕石

巨大隕石が海に落下すれば津波が起こると考えられる（衝突津波）。歴史時代には明確に証明された衝突津波はないが、メキシコ湾・カリブ海沿岸各地には、約6550万年前の天体衝突時に発生した津波の津波堆積物が残っており、津波高は約300 mと推測されている。
爆発事故
海上で超巨大規模の爆発事故が発生した場合は、それだけで津波を引き起こすことがある。1917年にカナダの都市ハリファックスの入り江で起きた船の爆発事故（ハリファックス大爆発）により津波が発生し、ハリファックスの港町を押し流して甚大な被害を出したことがある。
類似現象
伊勢湾台風での事例のように台風によって津波に匹敵する威力の高波が発生することもあるが、これはあくまで高潮であり、津波とは区別される。しかしながら、台風が原因の土砂崩れによる津波は、直接の要因が土砂崩れであるため津波となる。また、サンゴ礁が存在する海岸では高潮が津波の特性を持つことがあり、波群津波（段波状サーフビート）と呼ばれる。

## 津波現象の特徴

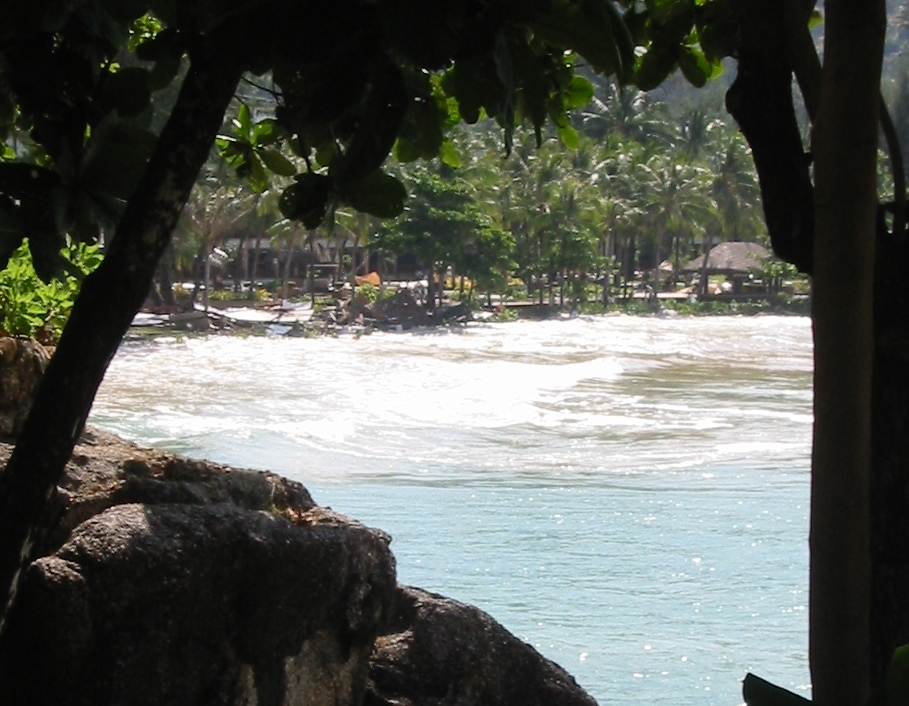
2004年12月、プーケット島を襲った津波。波頭が押し寄せた後も海水が流れ込み続け、海面が高まったままの状態が続いている。

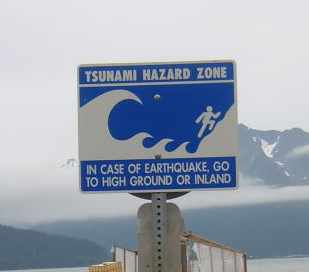
アラスカにある津波警戒標識。4度目の波が一番高く描かれている。

反射・屈折・回折・干渉などの「波」の性質を持っていて、条件により変化するため、予測されないところで被害が生じる場合がある。波の中では孤立波、その中でも伝播中に形状や速度が変化せずお互い衝突しても安定している「ソリトン」に分類される。
津波の物理的性質は風浪や、天文潮すなわち干潮・満潮等の規則的な潮汐とは異なっている。以下、津波の諸特性について述べる。

### 波の周期・波長
津波は周期や波長が長いという特徴がある。これは津波の波源域が広く、波長がその影響により決まるためである。一般に水面に見られる津波でない波は、風によりできた風浪である。その風浪の周期は長いものでも10秒程度、波長は通常は150 mくらいである。これに対し津波は、短い周期でも2分程度、長いものでは1時間以上にもなり、波長も100 kmを越す例もある。周期は超長周期地震動と重なる部分があり、潮汐よりは短い。このため、津波が内陸に押し寄せる際の水位の高まりは、あたかも海面自体が上昇したような状態になって、大きな水圧や流れによる破壊力が加わる。また津波が引く際にも、一旦高くなった海面が、沖の低くなった海面に向かって引いていく形になり、やはり大きな破壊力を見せ付ける。実際にもチリ津波では、函館の実例の水位差は押し波が2 m、引き波が3 mであり、引きが強かった。このような場合は押し波で破壊された物や元々は陸にあった物などが海に持ち去られる被害が大きくなる。
津波は通常複数回押し寄せ、10回以上に及ぶこともある。第2波、第3波などの後続波が最も大きくなる傾向があり、その後次第に小さくなっていく。また、第2波、第3波は1時間以上後に押し寄せてくる場合もあり、完全に津波が収まるまでに地震発生から数日を要する場合もある。

### 波高
津波の高さを表す表現がいくつかある。

津波が浅い海岸に達すると、津波の速度は遅くなり、波高は高くなる。

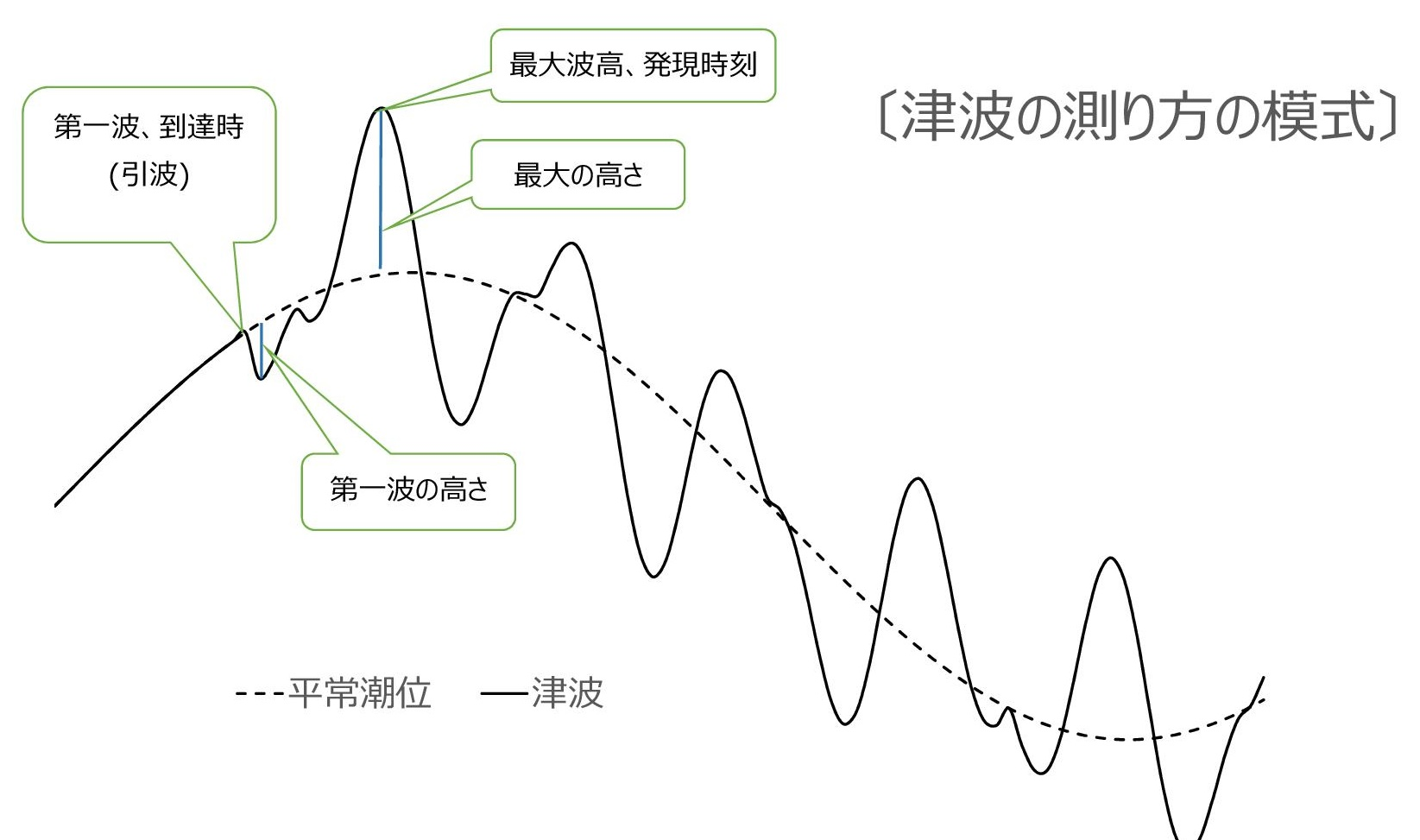
津波の測り方

- 津波の高さ（波高） - 海岸にある検潮所、験潮場などにおいて検潮儀で観測する、平常潮位面からの波の高さ。
- 浸水深 - 陸上の構造物に残る、地面からの浸水痕跡の高さ。
- 痕跡高 - 陸上の構造物に残る、平常潮位面からの浸水痕跡の高さ。
- 遡上高 - 陸上の斜面や崖などに残る、平常潮位面からの浸水痕跡のその付近での最大の高さ。

外洋では津波の波高は数十cmから2 mか3 m程度であり、波長は100 kmを越えるので、海面の時間変化は極めて小さい。津波が陸地に接近して水深が浅くなると速度が落ちて波長が短くなるため波高が大きくなる。ただし、通常は、単に水深が小さくなっただけでは極端に大きな波にはならない。リアス式海岸のような複雑に入り組んだ地形の所では、局地的に非常に高い波が起きる事がある。津波の波高は水深の4乗根と水路幅の2乗根に反比例するので、仮に水深160 m、幅900 mの湾口に高さ1 mの津波が押し寄せ、湾内の水深10 m、幅100 mの所に達した場合、波高は水深の減少で2倍、水路幅の減少で3倍になるため、総合すると波高は6 mになる。そのため、V字型に開いた湾の奥では大きな波高になりやすい。
津波の記録は一般に検潮儀で測定される。しかし、巨大津波そのものの波高を正確に測定する事は困難である。これまでの大津波の波高とされる記録は、実際には波の到達高度（遡上高）で示されている。遡上高は、陸に押し寄せた津波が海抜高度何mの高さまで達したかを示す値であるため、現場の調査によって正確に決定できる利点がある。V字型の湾など地形によっては、津波は、波高自体が高くなると共に非常に高い所にまで駆け上がることがしばしばある。つまり、津波の到達高度（遡上高）は実波高（海岸での平均海水面からの高さ）より高くなる場合が多い。日本において確実とされる津波の最大波高は1896年の明治三陸沖地震津波の際の38.2 mであるが、これはV字型の湾の奥にあった海抜38.2 mの峠を津波が乗り越えたという事実に基づく到達高度の値である（海岸での津波高ではない）。
1958年7月9日（現地時間）、アラスカの南端の太平洋岸にあるリツヤ湾 (Lituya bay) で岩石の崩落による津波が起き、最大到達高度は海抜524 m に達し、津波の波高の世界記録とされている。リツヤ湾は氷河の侵食によるフィヨルドで、幅3 km、奥行き11 km程の長方形に近い形で内陸に入り込んでいる。湾奥に左右に分かれた小さな入江があり、問題の津波はそのうちの北側の入江に発生したものである。波の発生を直接目撃した者はいないが、後の現地調査と模型実験により詳細が明らかにされている。地震により入江の片側のおよそ 40度の傾斜の斜面が崩壊、9,000万トンと推定される岩石が一塊になって海面に落ちたため、実高度150 m以上の水しぶきが上がり、対岸の斜面を水膜状になって駆け上がって524 mの高度に達したものである。その後、波は高さ15 mから30 mで湾奥から湾口に進み、太平洋に出ると共に急速に消滅した。以上のように、この波は津波と言うより水跳ねに近いもので、英文の報告書でも "giant wave" または "biggest splash" と表現されている。

なお、リツヤ湾では1853年か1854年に120 m、1936年に147 mの大波（いずれも到達高度）が起こったことも明らかになっている。これは、湾周囲の山林に植生する古い樹木を複数伐採して年輪を調べたところ、該当年の年輪の海側に、大きな外傷を受けた痕跡が残っていたことから判明したものである。
2011年12月5日アメリカ航空宇宙局は、人工衛星「ジェイソン1」の観測により、東北地方太平洋沖地震に伴って発生した津波が太平洋の海底山脈などによって方向を変え、震源地から何千kmも離れた海上で2つの波が融合した結果、より威力を持った津波となったことを初めて確認したと発表した。

#### 津波の高さ、組成と被害の関係
陸上での浸水高と被害の関係について、東北地方太平洋沖地震の被災地での調査によると、浸水高が2 mを超えると木造家屋の構造破壊が発生し始め全壊率が急増するとともに建物全体の流失率が増え始め、さらに4 mを超えると木造家屋の多くが流失するという結果が出ている。
一方、津波警報等が対象とする、海岸での波高と被害の関係について、東北地方太平洋沖地震や2010年のチリ地震における日本の被災地での調査によると、
- 船舶や漁業施設の被害は、波高数十cmでも発生する。
- 海岸堤防の外側にある港湾施設や港湾道路では、波高0.7 m程度（T.P.+1.3 m程度）から冠水被害が発生している。
- 住宅被害は、T.P.+1.0 m程度以下（概ね波高1 m未満）では海岸堤防の内側の居住地域には浸水が及ばないが、波高1 - 2 m程度から床下浸水がみられ、波高3 m程度から全壊・流失が出始め、5 - 6 m程度から被害率が急増する。
- 人的被害は、波高2 m程度から出始め、4 - 5 m程度から被害率が急増する。
- ただし、波高1 m前後の津波では、干潮・満潮による潮位の変化が加味されて予想を上回る（下回る）被害となる可能性がある。

以上のような傾向が報告されている。
| 浸水高 m              | 0.2                                                                 | 0.5                                                                 | 0.7                                                                 | 1                                                                               | 2                                                                               |                                                                                   | 4                                                                                 |                                                                                   |                                                                                   | 8                                                                                 | 16                                                                                |                                                                                   | 32                                                                                |                                                          |
| 木造家屋              |                                                                     | （漂流物の直撃によって被害が出る場合がある）                        | （漂流物の直撃によって被害が出る場合がある）                        | 部分的に破壊される                                                              | 全面的に破壊される。                                                            | 全面的に破壊される。                                                              | 全面的に破壊される。                                                              | 全面的に破壊される。                                                              | 全面的に破壊される。                                                              | 全面的に破壊される。                                                              | 全面的に破壊される。                                                              | 全面的に破壊される。                                                              | 全面的に破壊される。                                                              |                                                          |
| 石造家屋              |                                                                     |                                                                     |                                                                     | 持ちこたえる。                                                                  | 持ちこたえる。                                                                  | 持ちこたえる。                                                                    |                                                                                   |                                                                                   |                                                                                   | 全面的に破壊される。                                                              | 全面的に破壊される。                                                              | 全面的に破壊される。                                                              | 全面的に破壊される。                                                              |                                                          |
| RC造ビル              |                                                                     |                                                                     |                                                                     | 持ちこたえる。                                                                  | 持ちこたえる。                                                                  | 持ちこたえる。                                                                    | 持ちこたえる。                                                                    |                                                                                   |                                                                                   |                                                                                   |                                                                                   | 全面的に破壊される。                                                              | 全面的に破壊される。                                                              |                                                          |
| 防潮林                |                                                                     |                                                                     |                                                                     | 漂流物を阻止し、被害は軽微。                                                    | 漂流物を阻止し、被害は軽微。                                                    | 漂流物を阻止し、被害は軽微。                                                      | 漂流物を阻止し、被害は部分的。                                                    | 漂流物を阻止し、被害は部分的。                                                    | 漂流物を阻止し、被害は部分的。                                                    | 効果がなく、被害は全面的。                                                        | 効果がなく、被害は全面的。                                                        | 効果がなく、被害は全面的。                                                        | 効果がなく、被害は全面的。                                                        |                                                          |
|                       |                                                                     |                                                                     |                                                                     |                                                                                 |                                                                                 |                                                                                   |                                                                                   |                                                                                   |                                                                                   |                                                                                   |                                                                                   |                                                                                   |                                                                                   |                                                          |
| 沿岸での波高 m        | 0.2                                                                 | 0.5                                                                 | 0.7                                                                 | 1                                                                               | 2                                                                               | 3                                                                                 | 4                                                                                 |                                                                                   |                                                                                   | 8                                                                                 | 16                                                                                |                                                                                   | 32                                                                                |                                                          |
| 漁船                  |                                                                     |                                                                     |                                                                     |                                                                                 | 被害が出始める。                                                                | 被害が出始める。                                                                  | 被害率50%                                                                         | 被害率50%                                                                         | 被害率50%                                                                         | 被害率100%                                                                        | 被害率100%                                                                        | 被害率100%                                                                        | 被害率100%                                                                        |                                                          |
| 養殖いかだ            |                                                                     |                                                                     |                                                                     | 被害が発生する。                                                                | 被害が発生する。                                                                | 被害が発生する。                                                                  | 被害が発生する。                                                                  | 被害が発生する。                                                                  | 被害が発生する。                                                                  | 被害が発生する。                                                                  | 被害が発生する。                                                                  | 被害が発生する。                                                                  | 被害が発生する。                                                                  |                                                          |
| 音                    |                                                                     |                                                                     |                                                                     |                                                                                 |                                                                                 | 海鳴りや暴風雨の音のような、前面が砕けた波による連続音。                          | 海鳴りや暴風雨の音のような、前面が砕けた波による連続音。                          | 海鳴りや暴風雨の音のような、前面が砕けた波による連続音。                          | 海鳴りや暴風雨の音のような、前面が砕けた波による連続音。                          | 海鳴りや暴風雨の音のような、前面が砕けた波による連続音。                          | 海鳴りや暴風雨の音のような、前面が砕けた波による連続音。                          | 海鳴りや暴風雨の音のような、前面が砕けた波による連続音。                          | 海鳴りや暴風雨の音のような、前面が砕けた波による連続音。                          | 海鳴りや暴風雨の音のような、前面が砕けた波による連続音。 |
| 音                    |                                                                     |                                                                     |                                                                     |                                                                                 |                                                                                 | 雷鳴のような、浜で巻いて砕けた波による大音響。遠くまでは聞こえない。              |                                                                                   |                                                                                   |                                                                                   |                                                                                   |                                                                                   |                                                                                   |                                                                                   |                                                          |
| 音                    |                                                                     |                                                                     |                                                                     |                                                                                 |                                                                                 |                                                                                   |                                                                                   | 遠雷や発破音のような、崖に衝突する大音響。かなり遠くまで聞こえる。                |                                                                                   |                                                                                   |                                                                                   |                                                                                   |                                                                                   |                                                          |
| 浸水                  |                                                                     |                                                                     | 海岸堤防の外側（海側）で浸水が生じうる。                            | 海岸堤防の内側（内陸側）でも浸水が生じうる。                                    | 海岸堤防の内側（内陸側）でも浸水が生じうる。                                    | 海岸堤防の内側（内陸側）でも浸水が生じうる。                                      | 海岸堤防の内側（内陸側）でも浸水が生じうる。                                      | 海岸堤防の内側（内陸側）でも浸水が生じうる。                                      | 海岸堤防の内側（内陸側）でも浸水が生じうる。                                      | 海岸堤防の内側（内陸側）でも浸水が生じうる。                                      | 海岸堤防の内側（内陸側）でも浸水が生じうる。                                      | 海岸堤防の内側（内陸側）でも浸水が生じうる。                                      | 海岸堤防の内側（内陸側）でも浸水が生じうる。                                      |                                                          |
| 警報・注意報 （日本） | 津波注意報 海の中にいる人はただちに海から上がって、海岸から離れる。 | 津波注意報 海の中にいる人はただちに海から上がって、海岸から離れる。 | 津波注意報 海の中にいる人はただちに海から上がって、海岸から離れる。 | 津波警報 沿岸部や川沿いにいる人は、ただちに高台や避難ビルなど安全な場所へ避難。 | 津波警報 沿岸部や川沿いにいる人は、ただちに高台や避難ビルなど安全な場所へ避難。 | 大津波警報 沿岸部や川沿いにいる人は、ただちに高台や避難ビルなど安全な場所へ避難。 | 大津波警報 沿岸部や川沿いにいる人は、ただちに高台や避難ビルなど安全な場所へ避難。 | 大津波警報 沿岸部や川沿いにいる人は、ただちに高台や避難ビルなど安全な場所へ避難。 | 大津波警報 沿岸部や川沿いにいる人は、ただちに高台や避難ビルなど安全な場所へ避難。 | 大津波警報 沿岸部や川沿いにいる人は、ただちに高台や避難ビルなど安全な場所へ避難。 | 大津波警報 沿岸部や川沿いにいる人は、ただちに高台や避難ビルなど安全な場所へ避難。 | 大津波警報 沿岸部や川沿いにいる人は、ただちに高台や避難ビルなど安全な場所へ避難。 | 大津波警報 沿岸部や川沿いにいる人は、ただちに高台や避難ビルなど安全な場所へ避難。 |                                                          |

津波は陸地近くでは、海底や運河、河口近くの川の底にあった土砂や泥、有機物を含むヘドロを巻き上げ、混ざり合って押し寄せる。こうした「黒い津波」は海水のみより比重が大きいため、破壊力が増す。さらに津波を呑んでしまった人や津波が引いた後の乾燥した陸地で舞い上がる粉塵を吸った人に肺炎（津波肺）などの感染症を引き起こす。

### 伝播

津波伝播の様子（2007年ペルー地震）

津波は、水深が一定の海域で発生した場合には発生源を中心に同心円状に広がって行く。しかし、地震津波の場合、多くの地震が陸地近くの海域で起こるため、波のおよそ4分の3は海岸に向かい4分の1が外洋に向かう。たとえば1960年のチリ地震津波においては、南米チリ沖で生じた津波は最初は同心円を描いて伝播した。その後、チリの海岸線に対し垂直方向に進む波以外は次第に進路がチリの海岸向きに屈折した。結局、波の4分の3がチリ海岸に戻り、4分の1は太平洋を直進してハワイや日本に達したと考えられている。これは、大陸斜面を進む波は水深の大きい沖合で速度が速く、沿岸寄りでは遅くなるためである。実際、同じ環太平洋地域でありながら北アメリカ西岸やオセアニアなどでは目立った津波被害は起こっていない。津波は物理的にはいわゆる孤立波であり、海のソリトンとも呼ばれる。

### 速度

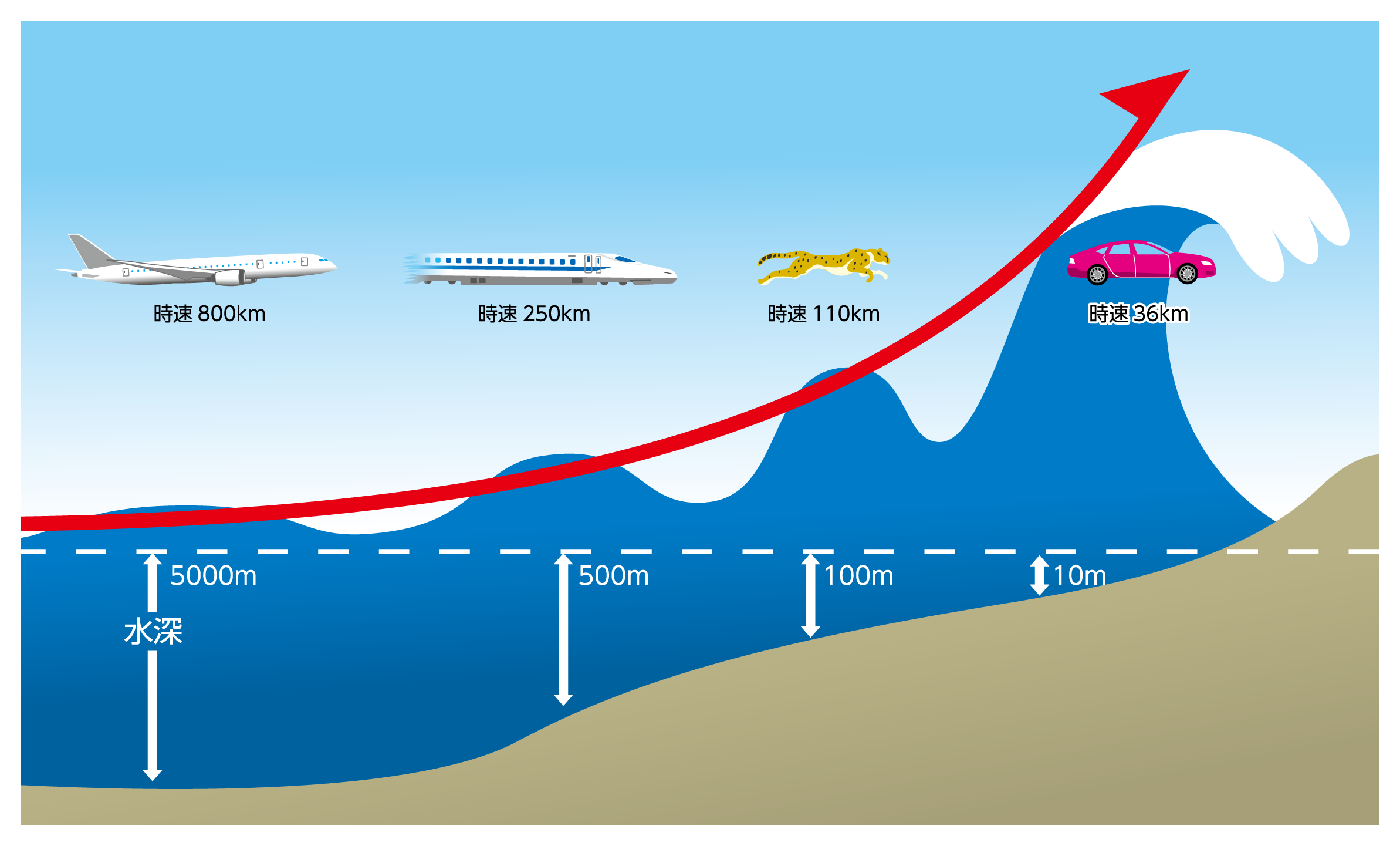
津波の速度

津波の伝播する速度は水深と波高により決まる。大陸棚斜面から外洋に出ると水深は4,000 m前後でほとんど一定になり、また水深に比べて波高は問題にならないくらい小さいので、外洋での津波の速度は、重力加速度（9.8 m/sec2。便宜的に10 m/sec2 として差し支えない）に水深を乗じた値の平方根にほぼ等しい。式で表すと次のようになる。dは水深（単位はm）、速度は秒速 (m/sec) で示される。
{\displaystyle {\sqrt {gd}}}
これを時速（km/hour）に直すには3.6倍すればよい。これにより、水深1,000 mで時速360 km、水深4,000 mで時速720 kmとなる。沿岸では水深が浅くなり、そのため津波の波高が増すので、上の式をそのまま適用すると不正確な値となるため、次の式を用いるのがよい。Hは水面上の波高である（単位はm）。
{\displaystyle {\sqrt {g(d+H)}}}
ここから、水深10 m、波高6 mの場合の津波の速さはおよそ時速46 kmとなる。なお、1960年チリ地震津波はチリから日本まで平均時速750 kmで、2011年の東日本大震災では岩手県宮古市重茂半島で平均時速115 kmで、沿岸まで到達している。

### 電磁場変動
海水は良質な導体であることから地磁気の影響下で運動をすると、誘導電磁場が生じている。従って、常時流動している潮流でも発生しているが、津波の際には潮流で生じるのとは別な誘導電磁場が発生するため、この電磁場の観測を行うことで結果的に津波に伴う海水の変異が観測できる。また、電離層にも影響を与え、津波発生から数分後から1時間程度継続する「電離圏プラズマの減少（津波電離圏ホール）」が生じ、GPS-TEC（GPS受信点から衛星までの視線方向に対する電離圏全電子数）観測によって観測が行える。

## 津波被害の態様

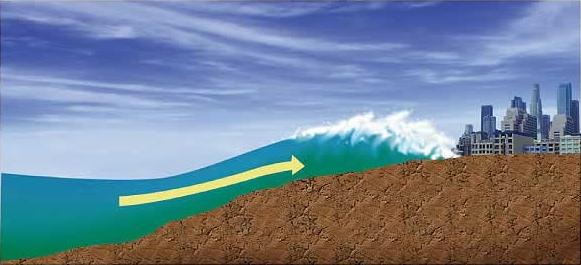
津波は、同じ高さの気象性の波浪に比べて波長が非常に長いため、一波が押し寄せるだけで大量の海水が海岸を襲う。

津波による水の圧力は非常に大きく、沿岸の広い地域に被害を与える。人的被害は水深30 cmでも発生し、被害の程度は「波高」（浸水高）と「流速」が密接に関係している が、浸水深さが 2 m、4 m、8 m と深くなると被害の様相が大きく変化する事が報告されている。東北地方太平洋沖地震では、宮城県内で2 mを境に流失率が増大し6 mでの流失率は80%程度と報告されている。
| 木造家屋             | 部分的破壊                   | 全面破壊                     | 全面破壊              | 全面破壊          | 全面破壊          | 全面破壊          | 全面破壊 | 全面破壊 | 全面破壊 |          |
| 石造家屋             | 持ちこたえる                 | 持ちこたえる                 |                       | 全面破壊          | 全面破壊          | 全面破壊          | 全面破壊 | 全面破壊 | 全面破壊 | 全面破壊 |
| 鉄筋コンクリートビル | 持ちこたえる                 | 持ちこたえる                 | 持ちこたえる          |                   |                   | 全面破壊          |          |          |          |          |
| 漁船                 |                              | 被害発生                     | 被害率 50%            | 被害率 100%       | 被害率 100%       | 被害率 100%       |          |          |          |          |
| 防潮林               | 被害軽微 漂流物阻止 津波軽減 | 被害軽微 漂流物阻止 津波軽減 | 部分的被害 漂流物阻止 | 全面的被害 無効果 | 全面的被害 無効果 | 全面的被害 無効果 |          |          |          |          |
| 養殖筏               | 被害発生                     | 被害発生                     | 被害発生              | 被害発生          | 被害発生          | 被害発生          | 被害発生 | 被害発生 |          |          |

例として、2 mの普通の波と津波との違いを比較する。2 mの普通の波は、海上で普段から偏西風や低気圧（気流）、月の引力などの影響を受けるため、少なからずデコボコが生じる。このデコボコの差が2 mあるだけで、波長や波を形成する水量は比較的少なく、海岸に達した所で沿岸地域に被害をもたらす事はそう多くはない。これに対し2 mの津波は、地震などによる海底の隆起または沈下により海水面自体が普段より2 m盛り上がり、それがそのまま海岸に向かって伝わっていく。言い換えれば、2 mの急激な海面上昇が起こることに近い。
つまり、2 mの普通の波は海岸に少量の海水をかける程度であるのに対して、2 mの津波は何kl（キロリットル）もの海水が一気に海岸地域を襲い、自動車や多くの人を簡単に飲み込み沖へ引きずり込んでしまう程の威力がある。2 mの「波」の水量は2(m)×波長数(m)×0.5×約0.5×海岸の距離(m)で、海岸1 mに押し寄せる波の水量は波長3 mとして1.5 m3(=1500リットル)、ドラム缶数本分である。一方、2 mの「津波」の水量は2(m)×波長数十km(m)×0.5×0.5×海岸の距離(m)で、海岸1 mに押し寄せる津波の水量は波長10 kmとして5,000 m3(=5,000キロリットル)、競泳用プール2つ分となる（体積の比較参照）。2003年に発生した十勝沖地震では、実際に2 mの津波に飲まれ死亡した人が確認されている。また、陸地に近づくと水流が建造物などを壊しながら内陸部へ進み、それらの瓦礫を巻き込むことによって破壊力を増す。更に、流氷や海氷などの漂流物を伴った場合に被害は増大する。
また津波が引いた後でも、損壊した住宅や市街地、工場、燃料タンクが炎上する津波火災、冷却機能を喪失した原子力発電所からの放射性物質漏れ（例：福島第一原子力発電所事故）といった二次被害が発生する。
人的被害では、津波の水は海底の砂や岩とともに微生物、有害物質などを巻き込んでいるので、津波に巻き込まれて助かった場合でも、骨折や打撲などの外傷だけでなく肺の中に微生物や油脂、砂・泥などを取り込んでしまう「津波肺」 の健康被害が発生することがある。
河口から河川に侵入した津波が数十km上流まで遡上することがある（地理的な要因次第だが、高さ1 mの津波でも5 kmは遡上すると言われる）。河川を遡上する津波は、伝播速度が速くなり、遡上距離が長くなる傾向にある。先端部の形態は砕波段波と波状段波の2種類がある。
1960年5月24日のチリ地震津波では、沖縄県石川市の石川川を遡上した津波が家屋の浸水などの被害をもたらした。2003年9月26日の十勝沖地震では、津波が波状段波を形成しながら北海道の十勝川を遡上する様子が自衛隊により撮影された。この時の津波は、河口から少なくとも11 km上流まで遡上したことが確認されている。2011年東北地方太平洋沖地震による津波は、関東地方でも利根川の40 kmを筆頭に、江戸川3 km、多摩川13 km、荒川28 kmなど、河口から遠い内陸部まで到達した。このことから、海に面していない埼玉県でも地震後、津波の被害に対応する地域防災計画の検討を始めるなどしている。
また、遡上する津波が高い場合は河川の堤防を決壊させて洪水を引き起こすことがある。2011年東北地方太平洋沖地震の津波では、青森県、岩手県、宮城県の計22河川が津波により同時に決壊するという未曽有の被害を生じた。北上川では、河口から49 km離れた旧中田町にまで津波が到達し、農地の大規模浸水が起こっているほか、名取川では仙台市太白区・若林区の、旧北上川や新北上川（追波川）では石巻市の市街地を濁流に呑み込み、甚大な被害を出した。特に石巻市立大川小学校では新北上川の堤防が高台であると考えて避難しようとしていたところ、川を遡上してきた津波が小学校を襲い、児童・教師らが多数死亡するという悲惨な出来事も起きている。津波の河川遡上という現象自体が一般にあまり知られていなかったため、津波の際に人々が海岸から離れることはあっても、河口付近以外で河川から遠ざかろうとすることは当時まれであった。
河川を遡上する津波と似たような物理現象として、潮津波がある。代表的なのは、南米アマゾン川のポロロッカ、中国の銭塘江などで起きる海嘯である。津波が河川に侵入するのを防ぐために、防潮水門などが設けられている川も多い。

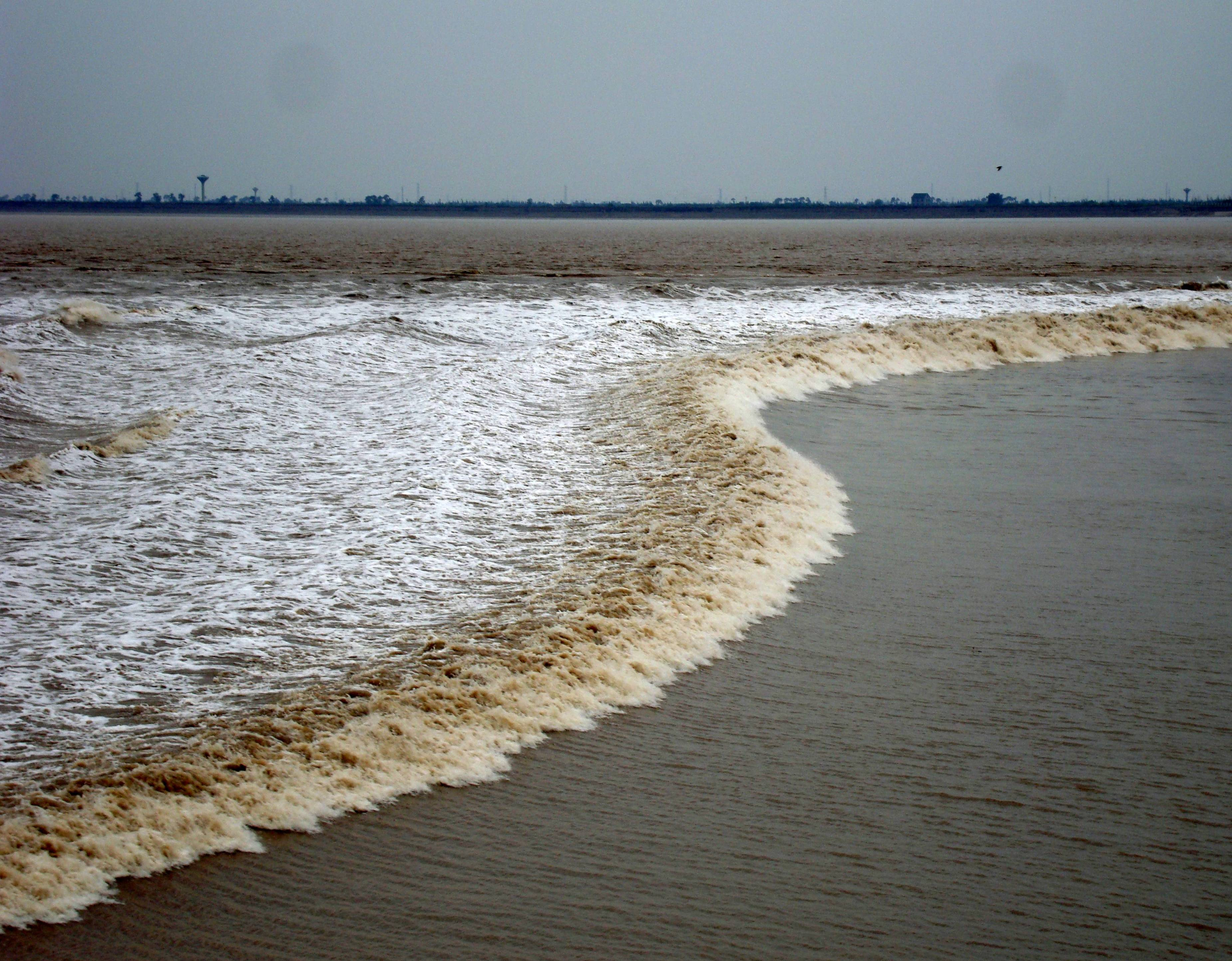
銭塘江の海嘯

## 津波被害の軽減・回避
海岸やその近く平野部は経済活動に便利なうえ、景観が良いため人口が集まる傾向が古来あり、その分、津波が襲来した場合は被害を受けやすい。このため津波への対策としては、「津波被害を受ける可能性がある地域を平時から予測する」「津波の襲来を早期に感知して避難する」「防潮堤などで津波の内陸侵入を極力防ぐ」「建物や道路・鉄道を普段からなるべく内陸や高台に移しておく」といった対策を組み合わせることが必要となる。

### 津波と津波防災の研究
津波そのものや主な発生原因である海底地震については海洋学を中心とする地球物理学の面から、防潮堤や水門による対策については土木工学などの面から研究されてきた。日本ではこれらにより将来想定される津波被害を予測・対応するだけでなく、陸上の津波堆積物や津波石を調査したり、津波にまつわる古文書や大津浪記念碑を再評価したりする動きが、特に東日本大震災後においては盛んになっている。
またプールや水槽で津波に似せた水の動きを起こし、水流を受けた際の人の動きや建物への影響をシミュ―レートしたり、津波を疑似体験してもらい防災・減災の啓発に役立てたりする取り組みも行われている。
2017年11月には、津波防災を学際的に研究する「国際津波防災学会」が日本で設立された

### 津波の到達と高台への避難
水深の深い湾、次第に狭くなる湾や入り江の奥部、周囲を海に囲まれた岬の先端などでは、津波（到達高）が高くなる。湾では減速しながら海岸に接近した先行波に後続波が重なりやすいため。（湾口で波高2 mのものが湾奥で5 m超になった例がある）
潮が引く「引き波」から始まる時も、盛り上がる「押し波」から始まる時もある。これは発生様式によって「海底地形の変化」が異なるためである。浸水後の引き波は、次第に速度を増していき、流速は浸水時よりも早い場合がある。重力による落下が水の勢いを加速させるため。
第1波が一番高いとは限らず、数十時間にわたり数波の来襲がある場合もある。これは反射・屈折・干渉した波や余震で発生した別の津波によって不規則に波が重なることがあるため。

津波警戒標識

津波フラッグ

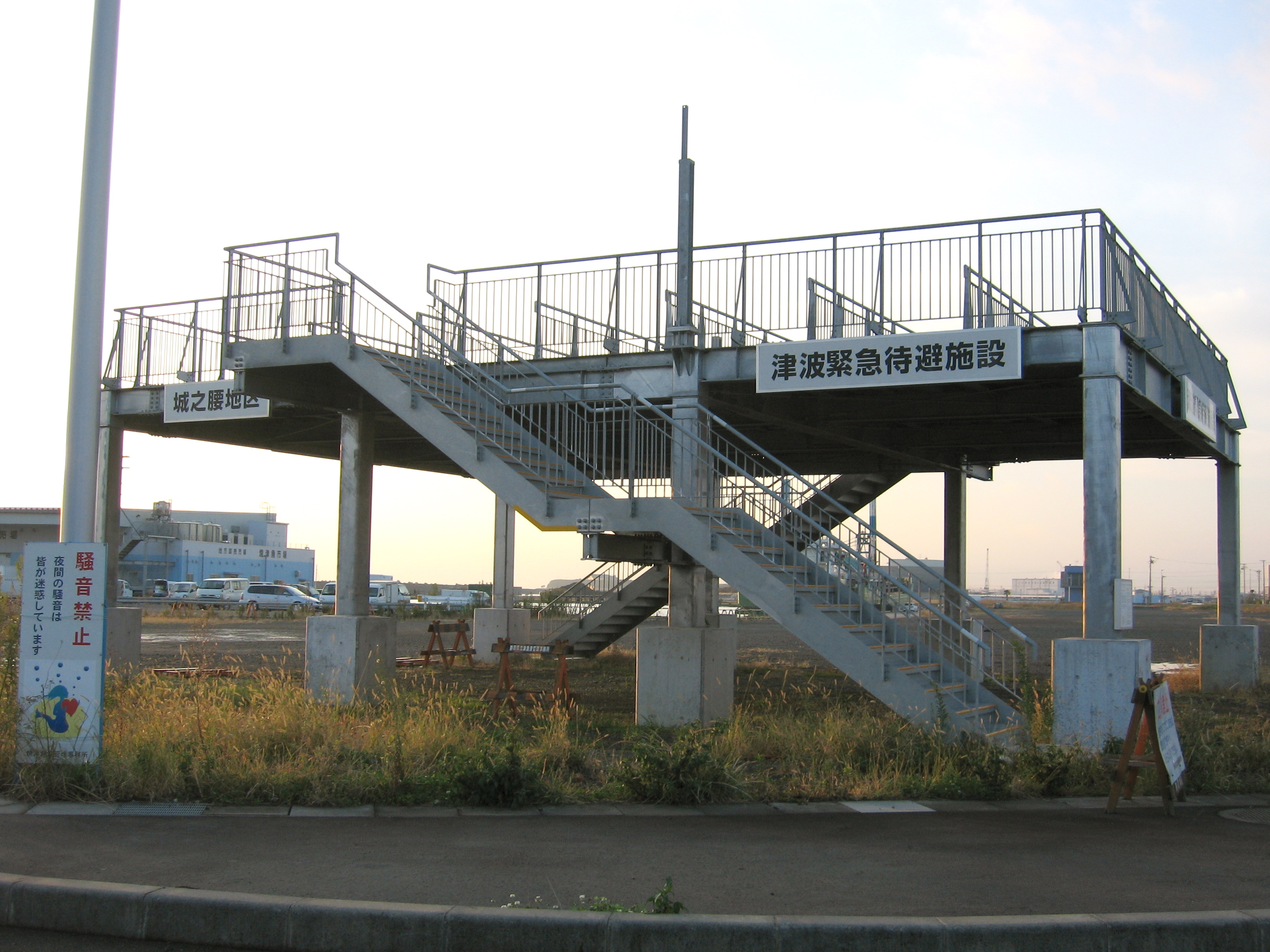
津波緊急退避施設（焼津市）

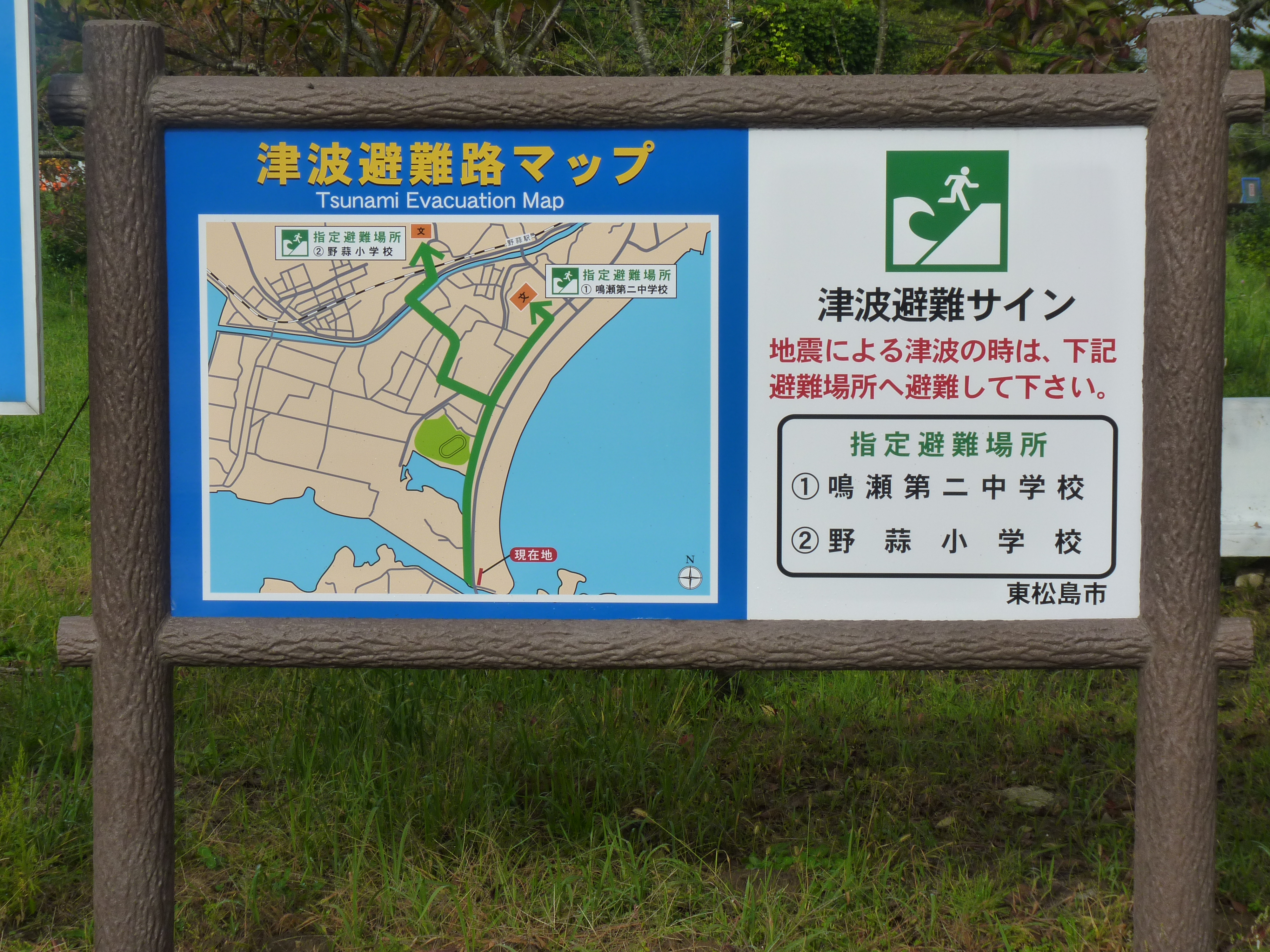
津波避難路マップ（東松島市）

一般的に海岸近くでの津波への警戒・対応として、強弱に関わらず揺れを感じた場合、「できれば内陸深くへ、難しそうなら近くの高台、建物の上層部へ速やかに避難すること」が推奨される。日頃からの避難の心得として「津波てんでんこ」という標語もある。津波の襲来が目視できる前でも、海岸や河口付近の低地に留まることは危険である。
日本などの津波警報体制が整備されている地域では、地震後速やかに津波に関する情報が発表されることが期待されるので、防災担当機関は「津波警報」「津波注意報」などが発表されたら速やかに避難するよう呼びかけている。また、海水浴場等では、津波フラッグが提示される。日本では市町村が海岸の近くに「避難場所や避難経路を示す掲示」を行っている場合があるので、その場所へ避難すれば安全が確保されると考えられる。避難場所ごとに適した災害の種類が異なる場合があるので、津波の避難場所と明示されている所がより安全である。なお、津波の危険性がある居住地では、日頃より避難場所と経路を確認しておくことが、避難の迅速化が期待されるため推奨されている。また、平坦な場所で津波が近くに迫っている場合は緊急避難的に、一般に頑丈と考えられる鉄筋コンクリート造の3階建て以上のビルに避難し、3階以上に昇ると「ほぼ安全」（消防庁）としている。内陸や高台への避難が間に合わない場合に備えて、津波避難施設が日本各地の沿岸部に整備されている。
防災無線が伝わらない聴覚障害者や、スマホなどを所持しておらず津波情報が受け取れない海水浴場の遊泳者などのために、沿岸部における視覚的な伝達手段として津波フラッグが制定されている。
東北大学や国際航業、NECなどが2018年5月に設立を発表した新会社「RTi-cast」（本社・宮城県仙台市）は、津波警報や津波注意報が出るような地震が発生すると、スーパーコンピュータを使い30分以内に被害予測を算出し、通知する事業を行う。内閣府が南海トラフ巨大地震に備えて採用している。

#### 津波防災地域づくり法による区域指定
沿岸部でも、地形や人の居住の有無によって、予想される津波被害は異なる。東日本大震災前から一部ではハザードマップが作られるなどしていたが、津波の高さの想定や周知は十分でなかった。東日本大震災が起きた2011年の年末、「津波防災地域づくり法」が制定され、翌年施行された。同法に基づき、建物の床面嵩上げなどが求められる津波災害の「特別警戒区域」のオレンジゾーンとして2018年3月27日、静岡県伊豆市の土肥（とい）地区の一部が全国で初めて指定された。津波ハザードマップの作成などが必要な「警戒区域」（イエローゾーン）は徳島県や山口県など7府県の83市町が指定されている。
ただ、地元がイメージ悪化を恐れて、津波の被害想定や対策が進まない傾向も指摘されている。特別警戒区域のうち、住宅の新改築を制限できるレッドゾーンは、2018年3月時点で指定例はない。

#### 伝承・思い込みとその影響
原則として地震による海底の上下変動が起きれば津波が発生する。しかし、しばしば津波に関する根拠の薄い情報が伝承された結果、人的被害が拡大した事例が数多く確認されている。地震後に津波警報が発表された場合、一刻も早く高台へ避難することが必要とされる。
- 2011年の東日本大震災では、「頑丈な防潮堤があるから大丈夫」であるとか、明治三陸沖地震による津波の記録や1960年のチリ地震の記憶から「過去の大津波でもここまで津波が来なかった」「今までに何度も大地震は起こったが、いつも津波注意報どまりで津波は来なかった」などのような[要出典]過去の経験の影響で避難しなかったり、避難が遅れたりした[62] ために、津波の犠牲になった住人もいた[63]。また、1960年のチリ地震による津波において、ハワイのヒロでは、「過去の地震による津波があまり高くなかった」という過去の経験や、「津波は震源地であるチリがある南東方向からやってくる。」と判断した住人が犠牲となった。[要出典]
- 東日本大震災では岩手県釜石市が設置していた鵜住居地区防災センターが、「防災」という名称から津波避難場所と誤解され犠牲者が出たとして、訴訟になった例がある[64]。
- 宮城県の歌津町、戸倉村を含む地方や、岩手県田老町では「晴れた日には、よだ（津波）はこない」「寒い時期の津波はない」「冬の晴れた日には津波は来ない」といった話が伝えられていた[65][66]。昭和三陸地震の際にはこの伝承によって却って大勢の犠牲者を出したと言われている。なお、東北地方太平洋沖地震も寒い時期の発生であり、また津波到達時に三陸沿岸では雪が降っていた。
- 昭和三陸地震では強い揺れを伴ったが、過去の経験に因る「強い揺れがあったときは津波は来ない」という伝承から被害に遭った者もいる[67]。これは、明治三陸地震で弱くゆっくりとした揺れの後に津波が来たという経験に基づいている。
- 明治三陸地震による津波が発生した6月15日は旧暦の端午の節句、昭和三陸地震による津波が発生した3月3日は新暦の桃の節句に当たることから、「津波は節句の日に来る」という伝承も生まれた。
- 「津波は引き波から来る」という誤った知見[68] に基づいた教育がかつて行われていたこともあり、開発途上国を含めて誤った知識が流布されている。かつての日本でも、「地震が起きたら海へ逃げろ」という陸上での津波避難としては適切でない教訓があった[66]。この説は、秋田県の男鹿半島では、1964年に起きた男鹿半島沖地震での山崩れの経験からのものだとされている。またこの伝承は、「日本海側には津波は来ない」という思い込みも影響して、日本海中部地震（1983年）による被害を拡大させたと考えられている。
- 北海道日高地方静内町神森付近のアイヌ民族には、「酒盛りをしていた家を津波が避けて通ったため、津波の神は酒を嫌う」という伝承があり、変事のたびに家の周りに酒粕を撒いて津波除けに用いていた[69]。
- 「津波の前には必ず井戸の水が引く」という俗説もあり、実際に昭和三陸地震の時にはわざわざ井戸を覗きに行ったがために津波から逃げ遅れた人もいるという[70]。
- 三重県尾鷲市では、「地震の後、津波が来るまでに、ご飯を炊く時間がある」「地震が発生してから津波が来るまでには、ご飯を炊いて食べて、それを弁当に持って逃げられるだけの時間的余裕がある」といった伝承もあったが、昭和東南海地震による津波は約15分程度で来襲したので、とてもそのような余裕はなく慌てたとの体験談が残っている[70]。
- 「地震の時は竹藪へ逃げろ」との伝承を信じたがために津波の犠牲になった例が昭和南海地震において見られた。竹林は地震による地割れを防ぐから安全という俗説から生じたもので（漫画版『日本沈没』にも同様の描写がある）、もとより明確な根拠はなく（竹林#竹林の防災機能も参照）まして津波からの逃避策にもならない[70]。

### 津波シェルターへの避難
飲料水・食料・医薬品などを積載しトイレを付属させた浮揚型のアルミ製の津波シェルターも開発されている。

### 船舶
海上の船舶は、津波警報等で接岸許可が出ず停泊して待機したり、船は横波に弱いので船首を沖へ向けたり、沖合での被害は波浪に比べても少ないので、沖合へ避難したり、接岸していた船舶が緊急に出港する事もある。東日本大震災でも、そのような漁船が引き波で海へ流された被災者の救助に活躍した。また、東日本大震災では、複数の船舶が陸に打ち揚げられ、建物の上に乗り上げたものもあった。

## 津波被害からの復旧・復興
大規模な津波に襲われた地域・国家では先ず、被災者の救出・救援、行方不明者の捜索、犠牲者の死体収容、津波火災の消火といった応急対応を行う。次に、家を失った被災者の仮設住宅などの確保、津波により発生した大量の廃棄物（がれき）や破壊された建物残骸の撤去・処理などに取り組み、続いて被災地域の復興へ移る。
津波は再来する可能性があるため、防潮堤の新設・嵩上げによって将来の被害を防止・軽減を図ることのほか、復興では土地利用のあり方が問題となる。津波常襲地であった三陸地方では、昭和以前の津波の到達点などを示す災害記念碑や行政による看板が多く設置されていたが、東日本大震災ではそれより海に近い地域で多くの被害が出た。東日本大震災後では、津波再来のリスクが高い地域での建築制限、高台への市街・住宅地や道路・鉄道の移転などが行われている。また南海トラフ巨大地震による津波襲来が予測されている地域などでは、被害軽減や復興がしやすい地域づくりを目指す「事前復興」という対策も導入されつつある。

## 津波の監視体制

### 日本

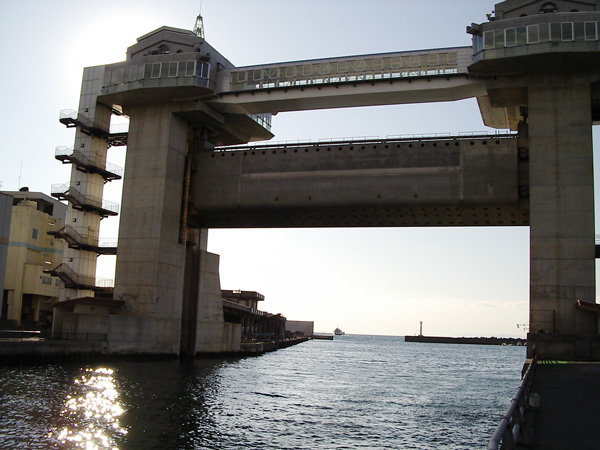
津波を防ぐための水門「びゅうお」（静岡県・沼津港）

日本では、気象業務法により気象庁が津波の監視と警報の発表を行うことが規定されている。気象庁は、津波の原因となる地震活動を24時間体制で監視しており、地震が発生すると最速2分以内に津波に関する予報・警報（津波予報・津波注意報・津波警報・大津波警報）を発表し、テレビ・ラジオやインターネットなどで速報される。震源が遠くても規模の大きな地震など、震度が小さい地震の場合でも津波警報等が発表される場合もある。津波警報等の発表までの時間を短縮するために、地震計をより高性能のものに置き換える作業やケーブル式海底地震計の整備等が行われている。
こうした警報の支えとして、防災科学技術研究所が日本列島の太平洋側海底に観測機器ネットワークを設置している。東日本では日本海溝海底地震津波観測網(S-net)、東南海地震の想定震源域にはDONET1、南海地震の想定震源域ではDONET2である。また統計数理研究所や東京大学地震研究所、高知工科大学は津波に伴う海面隆起などを遠方から補足できる微気圧振動（インフラサウンド）を観測しており、日本気象協会が2017年夏に開設する専用ホームページでデータを公開する予定である。
気象庁は、1952年に津波警報業務を開始し、1982年には気象資料自動編集中継装置 (ADESS) の地震処理業務開始を利用した警報業務が行われた。その後システムは改良され、2006年には緊急地震速報と連携したシステムとなり、予め計算していた予測情報と観測した地震の震源位置や規模などの情報を合わせ警報が出されている。なお、平成25年3月には東北地方太平洋沖地震の経験を踏まえ、発表方法や表現を変更したシステムが運用されている。
気象庁においては、予想される津波の高さに合わせて、津波警報等は以下の2区分3種類が発表される。なお、報道では「大津波の津波警報」は気象庁の会見で用いられることがあるが、報道ではかえって分かりづらいと考えて“大津波警報”を俗称として使用していた。
| 津波警報   | 大津波   | 高いところで5 m以上の津波（発表される津波の高さは5 m、10 m、10 m超の3種類。速報では「巨大」と発表される場合あり） |
| 津波警報   | 津波     | 高いところで3 m程度の津波（速報では「高い」と発表される場合あり）                                                 |
| 津波注意報 | 津波注意 | 高いところで1 m程度の津波（速報では高さを発表されない場合あり）                                                   |

津波は最初の第1波が最大とは限らず、数十分から1時間前後の間隔をおいて第2波、第3波と複数の後続波がやってくることがある。また、湾内では固有振動数で共鳴し増幅され大きな津波となって陸上に浸水する恐れがある。このため、津波警報・注意報が解除されるまでは警戒・注意が必要である。太平洋沿岸で発生する巨大地震による津波では、数千km彼方の対岸の陸地で反射した波が到達する。たとえば、1960年チリ地震では片道約22時間かかっているので、反射波は30時間から50時間も継続する。従って、東北地方太平洋沖地震の例では発生直後から全て解除されるまで51時間余に渡って発表され続けた）場合もある。
また、津波警報・注意報は、日本の沿岸を細かく区切った津波予報区にしたがって、地域を指定して発表される。
- 日本の詳しい津波予報区分の図…気象庁 津波予報区について
- 津波警報・注意報サイト…気象庁 津波警報・注意報

津波警報や津波注意報が発表された場合は、到達時刻や予想される津波の高さ、各地の満潮時刻、津波が到達した場合の観測波高などの「津波情報」が発表される。
- 津波情報サイト…気象庁 津波情報
- 津波警報等・情報サイト…日本気象協会 津波情報

#### 東北地方太平洋沖地震（東日本大震災）後
2011年の東北地方太平洋沖地震（東日本大震災）では、発生3分後に宮城県に6 m・岩手県および福島県に3 m、28分後に岩手県に6 m、44分後に東北から千葉県の太平洋沿岸に10 m以上の大津波警報をそれぞれ発表した。しかし速報値M7.9であったのが実際にはM9.0で津波の高さは10 m以上であった上、第1波が宮古に到達したのは地震15分後、大船渡で8 mの津波が観測されたのは34分後であったため、警報の遅れと誤差が被害を拡大したとされていた。M8以上の地震の規模と津波の高さを3分以内に判定することは不可能であることから、気象庁の検討会が2012年1月31日に新しい警報案を発表した。その中では、「大津波警報」という呼称を「津波警報（大津波）」と同義のものとして正式に位置づけ、同様に「津波警報」という呼称を「津波警報（津波）」と同義のものとするとした。新運用による警報業務は2013年3月7日12時から行われた。
M8を超える地震で津波が予想される場合
※警報や情報文中で基本的に用いられる呼称にて表記
- 第1報（約3分以内）

| 大津波警報 | 高さは「巨大」と表現し、「直ちに高台に避難」と呼びかける。 |
| 津波警報   | 高さは「高い」と表現し、「直ちに高台に避難」と呼びかける。 |

- 第2報（約15分後）

|            | 発表される高さ | 発表基準               |
| 大津波警報 | 10 m超         | 10 m ＜ (予想高)       |
| 大津波警報 | 10 m           | 5 m ＜ (予想高) ≦ 10 m |
| 大津波警報 | 5 m            | 3 m ＜ (予想高) ≦ 5 m  |
| 津波警報   | 3 m            | 1 m ＜ (予想高) ≦ 3 m  |
| 津波注意報 | 1 m            | 0.2 m ≦ (予想高) ≦ 1 m |

#### 津波情報の充実と問題点
緊急警報放送や緊急地震速報などの施行で現在は津波情報が充実しているが、津波警報が出ても避難をしない住民が多いことはかねてから問題になっており、東北地方太平洋沖地震（東日本大震災）では津波教育がうまくいっていないことが浮き彫りになった。そのため、制度としての警報のみならず、受ける側も教育・啓蒙されることが必要とされている。

### 太平洋津波警報センター（太平洋など）
日本を含む太平洋地域では、1960年のチリ地震による津波で、日本を含む各国に被害が出たことをきっかけに、国際連合教育科学文化機関（ユネスコ）が中心となって、太平洋津波警報組織国際調整グループ (ICG/PTWS) が設立された。現在、日本やアメリカ、中国、オーストラリア、チリ、ロシア、韓国など26の国と地域が加盟しており、沿岸各国で地震や津波が発生した場合、データがハワイにあるアメリカ国立海洋大気局の太平洋津波警報センター (Pacific Tsunami Warning Center, PTWC) に集められ、各国に津波の規模、到達推定時刻などの警報を発する仕組みがある。太平洋津波警報センターが発表する津波警報には、地域ごとに以下のものがある。
| Pacific Ocean-wide Tsunami Warning （太平洋広域津波警報） |
| Expanding Regional Tsunami Warning （地域拡大津波警報）   |
| Fixed Regional Tsunami Warning （地域固定津波警報）       |
| Tsunami Information Bulletin （津波情報速報）             |

| TSUNAMI THREAT MESSAGE        | TSUNAMI THREAT FORECASTにて、高さ3 m以上の地域・沿岸      |
| TSUNAMI THREAT MESSAGE        | TSUNAMI THREAT FORECASTにて、高さ1 mから3 mの地域・沿岸   |
| TSUNAMI THREAT MESSAGE        | TSUNAMI THREAT FORECASTにて、高さ0.3 mから1 mの地域・沿岸 |
| TSUNAMI INFORMATION STATEMENT | 津波の発生が予想されない場合に報じる                      |

PTWCは、PTWS加盟各国に対し、2014年10月1日00UTCより、津波情報の形式や内容の改定を行うことをアナウンス している。
具体的にどのような情報を加盟各国に報じるのかと言った詳細は、2014年9月までに改版（まだ軽微な記述更改が行われている）されるガイドブック に掲載されている。
変化するのは、PTWCが半ば強制力を持って警報や注意報を加盟各国にしていたところから、各国が判断するために必要な情報の支援に徹するという方向転換が図られた。これまで使用されている「Tsunami warning is in effect」、「Tsunami watch is in effect」といった、警報・注意報の文言が廃止され、どの程度の高さの津波が来襲するか、その地域を具体的に明示して告知するよう改められる。この文言に替わったからといって、自国の津波に関わる警報・注意報の更改を迫るものではない。加盟各国は出来うる範囲での改定は行うことを検討し、実効性のある改定作業を進めている。
PTWCが加盟各国に発信する津波情報（テキスト形式）は、次のような構成による。
| TSUNAMI INFORMATION STATEMENT or TSUNAMI THREAT MESSAGE | M6.5を超える地震があり、特段津波を起こす地震ではない場合                                                   | TSUNAMI INFORMATION STATEMENT |
| TSUNAMI INFORMATION STATEMENT or TSUNAMI THREAT MESSAGE | 津波を起こす地震と予想される場合                                                                           | TSUNAMI THREAT MESSAGE |
| NOTICE                                                  | 情報を用いる際の注意書きである。固定されており、用途や主たる目的が明記される。                             | THIS STATEMENT IS ISSUED FOR INFORMATION ONLY IN SUPPORT OF THE UNESCO/IOC PACIFIC TSUNAMI WARNING AND MITIGATION SYSTEM AND IS MEANT FOR NATIONAL AUTHORITIES IN EACH COUNTRY OF THAT SYSTEM. NATIONAL AUTHORITIES WILL DETERMINE THE APPROPRIATE LEVEL OF ALERT FOR EACH COUNTRY AND MAY ISSUE ADDITIONAL OR MORE REFINED INFORMATION. |
| UPDATES                                                 | 津波情報を更新した情報を報じるとき用いる。                                                                 | |
| PRELIMINARY EARTHQUAKE PARAMETERS                       | 地震の発現日時、位置、深さ、地域、規模の情報                                                               | 例： - MAGNITUDE 9.0 - ORIGIN TIME 0000 UTC OCT 1 2014 - COORDINATES 20.0 SOUTH 173.4 WEST - DEPTH 20 KM / 12 MILES - LOCATION TONGA |
| EVALUATION                                              | 地震に関するPTWCの検討結果を簡単に明示する。                                                               | |
| TSUNAMI THREAT FORECAST                                 | 津波発生し、沿岸地域に到達が予想される場合、予想される津波高（最小）に該当する地域や国の名称が記述される。 | TSUNAMI WAVES REACHING MORE THAN 3 METERS ABOVE THE TIDE LEVEL ARE POSSIBLE ALONG SOME COASTS |
| TSUNAMI THREAT FORECAST                                 | 津波発生し、沿岸地域に到達が予想される場合、予想される津波高（最小）に該当する地域や国の名称が記述される。 | TSUNAMI WAVES REACHING 1 TO 3 METERS ABOVE THE TIDE LEVEL ARE POSSIBLE ALONG SOME COASTS |
| TSUNAMI THREAT FORECAST                                 | 津波発生し、沿岸地域に到達が予想される場合、予想される津波高（最小）に該当する地域や国の名称が記述される。 | TSUNAMI WAVES REACHING 0.3 TO 1 METERS ABOVE THE TIDE LEVEL ARE POSSIBLE FOR SOME COASTS |
| RECOMMENDED ACTIONS                                     | 講じるべき措置                                                                                             | 加盟各国に対して、災害を小さくするための措置（何をしないとならないのか）について簡単に明記される。 |
| ESTIMATED TIMES OF ARRIVAL                              | 津波観測点における予想される津波の予想到達日時 (UTC) が明記される。                                        | 例:KATSUURA JAPAN 35.1N 140.3E 0948 10/01 |
| POTENTIAL IMPACTS                                       | 津波が到達した場合に考えられる影響について、箇条書きで明記される。                                         | |
| TSUNAMI OBSERVATIONS                                    | 津波観測点において津波の観測された日時 (UTC) と高さ、周期（分）が明記される。                              | 例:LOTTIN PT NZ 37.6S 178.2E 0238 2.88M/ 9.5FT 15 |
| NEXT UPDATE AND ADDITIONAL INFORMATION                  | 報知予告・その他注記事項について明記される。                                                               | |

| 近地 | Statewide Urgent Local Tsunami Warning （全州緊急近地津波警報） |
| 近地 | Urgent Local Tsunami Warning （緊急近地津波警報）               |
| 近地 | Local Tsunami Information （近地津波情報）                      |
| 遠地 | Tsunami Warning （津波警報）                                    |
| 遠地 | Tsunami Watch （津波監視）                                      |
| 遠地 | Tsunami Advisory （津波注意報）                                 |
| 遠地 | Tsunami Information （津波情報）                                |

| Indian Ocean-wide Tsunami Watch Bulletin （インド洋広域津波監視速報） |
| Regional Tsunami Watch Bulletin （地域的津波監視速報）                |
| Local Tsunami Watch Bulletin （近地津波監視速報）                     |
| Tsunami Information Bulletin （津波情報速報）                         |

インド洋についてはICG/IOTWS第9回総会において、BoM、INCOIS、BMKGによる情報発表が円滑に運用されていることが確認され、日本の気象庁及びPTWCに対し、2013年3月31日以降、情報提供を停止することが要請されたことを受け、インド洋地域の情報は、PTWCから情報は出ていない

。
| Caribbean Sea-wide Tsunami Watch Message （カリブ海広域津波監視連絡） |
| Regional Tsunami Watch Message （地域的津波監視連絡）                 |
| Local Tsunami Watch Message （近地津波監視連絡）                      |
| Tsunami Information Statement （津波情報発表）                        |

## その他の地域

### インド洋
インド洋では、2004年のスマトラ島沖地震を契機として、ユネスコが中心となって政府間調整グループICG/IOTWS を設立し、警報体制を構築した。インド洋では、
- オーストラリア気象局 (BOM) の合同オーストラリア津波警報センター (JATWC)
- インド国立海洋情報センター (INCOIS)
- インドネシア気象・気候・地球物理局 (BMKG)

の3つが担当機関となり、国内および沿岸各国に対して警報を発表している。

2011年10月12日から正式な運用が始まった。しかし、2014年には設置された25基のブイのうち22基が破壊や盗難に遭い稼働していないため、津波予測が不可能な状態になっていることが報道された。

### 北アメリカ
アメリカ西海岸・アラスカ津波警報センター (WCATWC) は、海岸の地形などを考慮してアメリカと周辺地域に11の区分を設けている。アメリカ本土49州、カナダ、プエルトリコ、アメリカ領ヴァージン諸島を管轄する。それぞれに2段階（地域によっては1段階または区分なし）のTIS（Tsunami Information Statement, 津波情報発表）、3段階（地域によっては1段階）のWarning（警報）の津波情報があり、合わせて1段階〜5段階の警報レベルがある。

### 大西洋
大西洋のうちヨーロッパ諸国と北アフリカでも、2004年のスマトラ島沖地震を契機として、ユネスコが中心となって政府間調整グループICG/NEAMTWS を設立し、警報体制の構築を始めている。

2010年にRTWC（地域津波監視センター）をおき、
- フランス (Laboratoire de Géophysique, Commissariat à l’Energie Atomique (CEA))
- ギリシャ (Institute of Geophysics, National Observatory of Athens (NOA))
- イタリア (国家市民保護局、Dipartimento della Protezione Civile) および イタリア国立地球物理学火山学研究所 (INGV))
- ポルトガル (Instituto de Meteorologia (IM))
- トルコ (Kandilli Observatory and Earthquake Research Institute (KOERI))

代替センターおよび、データ収集を行う
- ドイツ (Geoforschungszentrum Potsdam (GFZ))

で行う。

### カリブ海
カリブ海では従来よりPTWCが警報を発表し各国に通知する体制があったが、2004年のスマトラ島沖地震を受けて、同様にユネスコが中心となって政府間調整グループICG/CARIBE EWS を設立、独自の警報体制を構築する動きが模索されている。

## 津波被害の歴史
巨大な津波は、海底の砂利（海砂）、大きな石や貝殻などを陸地に運び上げ沿岸低地にそれらを堆積させる。これらは津波堆積物と言われる。過去の地層に残された津波堆積物から、有史以前の巨大津波の存在が多くの研究によって明らかにされている。
例えばノルウェー沖では、紀元前6100年にストレッガスライドと呼ばれる巨大海底地すべりが起き、内陸80 kmまで達する津波があったことが解明されている。例えば日本では、北海道大学の平川一臣ら、および政府の地震調査委員会によって行われた宮城県気仙沼市大谷海岸の調査によると、過去6000年間に紀元前4-3世紀頃、4-5世紀頃、869年の貞観地震、15世紀頃、2011年の東北地方太平洋沖地震の5回、三陸から房総にかけて約600年周期で海溝型地震と津波が起こったとされる。
人間が文字による記録を残すようになって以来、大きな被害を出した津波が多数記録されている。古代ギリシアの歴史家トゥキディデスは、著書『戦史』で、紀元前426年に起きた地震についての記録を残している。その中でトゥキディデスは地震が津波を引き起こしていると推測しており、これは記録に残る限りでは最古の津波と地震の関係を述べた説だとされる。
1755年11月1日、イベリア半島沖においてリスボン地震が発生し、それに伴う津波によって約1万人が死亡し、大きな被害をもたらした。

### 最近のおもな被害例
- 1960年5月22日 1960年チリ地震 Mw9.5。三陸地方で142人死亡。遠地津波の代表。これをきっかけに環太平洋の津波情報ネットワークが整備される。
- 1983年（昭和58年）5月26日 日本海中部地震 M7.7。津波死者100人のうち秋田県男鹿半島加茂青砂海岸での遠足の小学生が13人、能代港で護岸工事の作業員が35人など[102]。この地震における最大遡上高は、秋田県峰浜海岸の13.2m[103]。
- 1993年（平成5年）7月12日 北海道南西沖地震 M7.8。奥尻島青苗地区で死者109人。津波の第1波は5分後、最大の第2波は10分後に到達し、市街地で観測された最大波高は松前地区での16.8 m、最大遡上高30.6 m。
- 2004年12月26日 2004年スマトラ島沖地震 Mw9.3。津波死者22万人。
- 2011年3月11日 東北地方太平洋沖地震 Mw9.0。津波で約2万人死亡、東京電力福島第一原子力発電所事故で被害が長期化。最大波高は各地で検潮所施設が破壊されて正確な計測ができず。後の調査での最大遡上高は40.1 m[104]。
- 2022年1月16日トンガにある フンガ・トンガの噴火により、津波が発生。日本でも津波のような海面の変動が観測され、津波警報が発表された鹿児島県奄美市小湊で1.2m、岩手県久慈で1.1m、その他日本の太平洋沿岸を中心に各地で海面の変動が観測された。高知県・徳島県・三重県では複数の漁船が転覆した[105]。また、日本国外では、トンガで最大15m[106]、バヌアツで1m41cm、ニューカレドニアで1m10cm、ポートサンルイス（アメリカ・カリフォルニア州）で1m31cmの津波を観測したほか、チリ沿岸部では、1m22cmから1m74cmの津波を観測した[107]。なお、ニュージーランドでも船が破損したり、転覆するなどの被害が出た[108]ほか、ペルーでは、噴火による海面変動が原因と見られる高波により、タンカーから原油が流出する事故が発生している[109]。
- 2024年（令和6年）1月1日 令和6年能登半島地震 M7.6[110]。石川県能登で大津波警報が発令された[111]。

2024年1月1日19:56現在、石川県輪島市で1m20cm、石川県の金沢港で90cm、山形県の酒田港と、富山県富山市で80cm、北海道の瀬棚港で60cm、北海道の奥尻島の奥尻港で50cm、新潟県の柏崎市と、山形県の飛島で40cm、新潟県の新潟港と、新潟県佐渡市鷲崎、島根県の隠岐島西郷、青森県深浦町、福井県の敦賀港、兵庫県豊岡市、京都府の舞鶴港で30cm、北海道岩内町(日本海側)と、北海道江差町(日本海側)、島根県の浜田港、北海道利尻島、秋田県の秋田港で20cm、鳥取県境港市の境港 (港湾)、鳥取県岩美町で10cmを観測している。

## 津波被害の予想
- 東海地震・東南海地震・南海地震（東海・東南海・南海連動型地震、南海トラフ巨大地震） - 21世紀前半の活動が予想されている[113]。3つの地震は、単独・連動の発生により過去に大きな地震・津波災害を起こしている。1854年の安政南海地震の時に紀伊国広村（現在の和歌山県広川町）で起きた出来事をもとにしたフィクション「稲むらの火」（小泉八雲作）は有名[114]。
  - 上記の地震との関連は不明だが、海岸から400 m内陸に位置する高知県土佐市蟹ヶ池では、2011年以前に当時の約2000年前の地層から津波による厚さ50 cmの堆積物が見つかっており、これは宝永地震（1707年、Mw8.4 - 8.7）の津波堆積物の約3倍に当たる[115]。
  - 2011年12月27日、中央防災会議の「南海トラフの巨大地震モデル検討会」
- 十勝沖・根室沖・色丹島沖・択捉島沖 - 21世紀前半の活動が予想されている。連動の可能性も指摘されている[113]。
- 大西洋北東部カナリア諸島のケンブレビエハ火山（ラ・パルマ島、2426 m,Cumbre Vieja）の山体崩壊 - 最悪の場合、900 mの津波が発生し、北アメリカ海岸に10 mから25 mの津波が到達する可能性がある[116]。
- 東北地方太平洋沖地震後のアウターライズ地震 - 太平洋プレート側の海溝寄りの領域の歪み解消に伴う大規模な地震津波。最大Mt9程度の地震と大津波が予想されている。
- 東北地方太平洋沖地震の余震 - 本震の津波よりは規模は小さいものの、本震が巨大であるため、最大級の余震が発生したさいには大きな津波の可能性がある。

中間とりまとめにて、南海トラフの巨大地震の最大ケースが従来の約3倍の規模であるMw9.0（暫定値）と発表した。想定震源域が約2倍に広がり、日本列島の広い範囲での被害のおそれが指摘されている。
- 太平洋岸北西部沖の地震 - 1700年のカスケード地震の再来。アメリカ合衆国のワシントン州、オレゴン州、カナダのブリティッシュコロンビア州の沖合にあるプレート境界が約300-500年間隔でM8後半-9の地震を起こし、太平洋の西側まで達する津波が内湾（ピュージェット湾）の奥まで襲う。

### 津波予測
インド洋大津波の発生により、巨大津波に関連する人工衛星を含む様々な観測データが集められたことから、コンピュータモデルによる予測モデルの検証が可能となった。米国海洋大気局のMOST (Methid of splitting tsunami) モデルや東北大学のTSUNAMI-N2などの計算手法が開発されている。津波シミュレーション技術は、津波予報やハザードマップ作りに活用されている。また日本には世界最大の2.5 mの人工津波を引き起こす事ができる、港湾空港技術研究所の大規模波動地盤総合水路があり、建造物への被害予測のデータ収集などが行われている。
潮位の観測は、沿岸の潮位計に加え、海底水圧計を用いた津波計も整備が進んでいる。従来は海底ケーブルを用いて信号が送られていたが、衛星へ信号を送れる海面ブイによって信号を送るタイプの津波監視計も開発されており、より設置が容易となってきている。

#### 津波の襲来確率予測
2011年5月12日、地震調査委員会の島崎邦彦は日本記者クラブの講演会で日本の沿岸各地に100年以内に襲来する津波の高さ、浸水域や発生確率を予測し発表すると述べた。従来からの大学や研究機関の予測成果に東日本大震災で分かった被害の知見を加え3年後から公表を始めるとしている。これにより沿岸自治体の防災計画や住民の防災意識向上につなげる。

### 組織的な災害対策

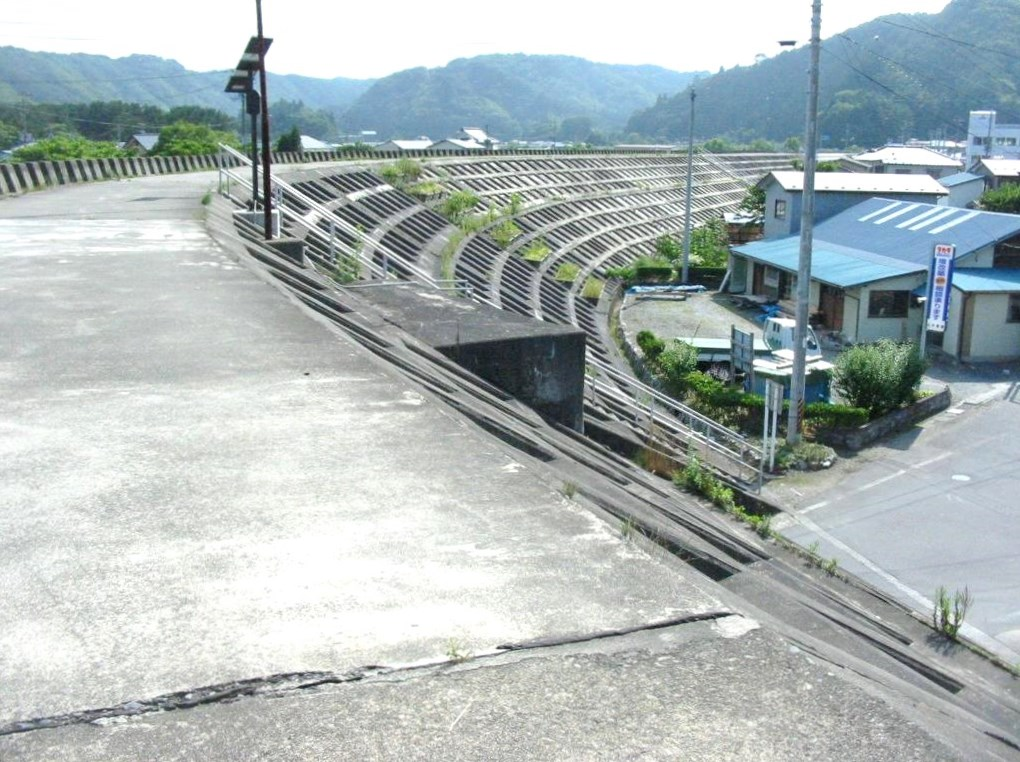
田老町の「万里の長城」

物理的な対策として、平坦な場所では上記のような緊急避難場所となる3階以上の頑丈な建造物を設けたり、安全な高台における開けた避難場所の整備、避難場所への誘導標識を充実させることが挙げられる。「津波避難ビル等に係るガイドライン検討会」によって、津波避難ビル等を指定するための「津波避難ビル等に係るガイドライン」が公布されている。津波を工学的に防御する手段として、沿岸の集落では長大な防潮堤が築かれる場合がある。設計範囲内の津波では被害を大幅に抑えることが可能だが、2011年の東北地方太平洋沖地震（東日本大震災）では岩手県釜石市や宮古市田老で設計高さ以上の津波により防潮堤が破壊され津波が侵入した例があり、防潮堤が津波の到達を遅らせた一方、防潮堤への過信から避難が遅れたとの見方がある。
また津波による被害が懸念される地域では、居住や土地用途を制限して被害を最小限に抑える手法もある。

### 津波防災の問題点
日本における東北地方太平洋沖地震以前の津波想定は、襲来する津波の想定規模を既往最大（文献資料に残る）と同等としていた。だが地域・年代によっては大津波が正確に記録されて現代まで残されていなかったとみられるほか、津波堆積物の発掘調査や結果の周知も途上であった。このため東北地方太平洋沖地震による津波は「想定外の規模だった」と振り返る人が多く、十分な対応が出来なかった。この事例を踏まえ、2013年に発表された南海トラフ巨大地震の被害想定（第二次報告） では、明確な発生が確認されていない1000年に1回の巨大クラスの地震による津波による被害想定が行われ、最大規模の被害を前提とした防災施策の立案と実施検討が行われる事となった。
都市部では河川敷や河川沿いの低地に避難場所を設定している場合が多いが、避難場所を津波が襲うこともあり得る。大都市は大河川が作った平野にあるので、避難途中の人々が通る道を河川をさかのぼった津波が襲う可能性も指摘されている。
2011年には「津波防災地域づくりに関する法律」が制定された が、イメージ悪化や都市計画への支障を懸念する自治体が多いため、「津波災害特別警戒区域」の指定は全国的にほとんど進んでいない。
また平地が少ない三陸地方では、東日本大震災後も津波浸水想定区域や耐震性に問題がある多くの施設が避難先に指定されている。

## 津波の表現

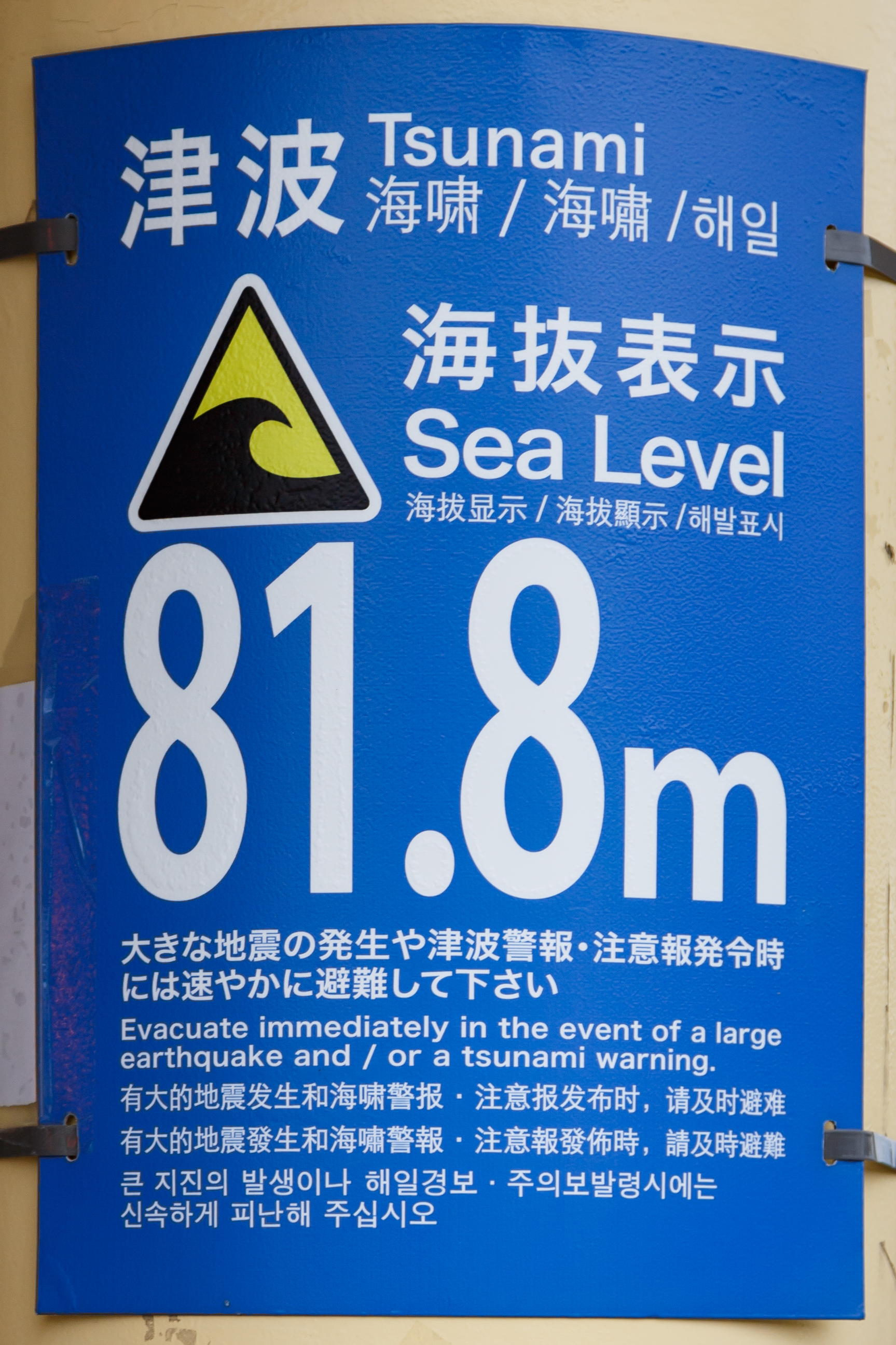
日本語・英語・中国語（簡体・繁体）・韓国語で表示された日本の海抜表示標識（沖縄県）

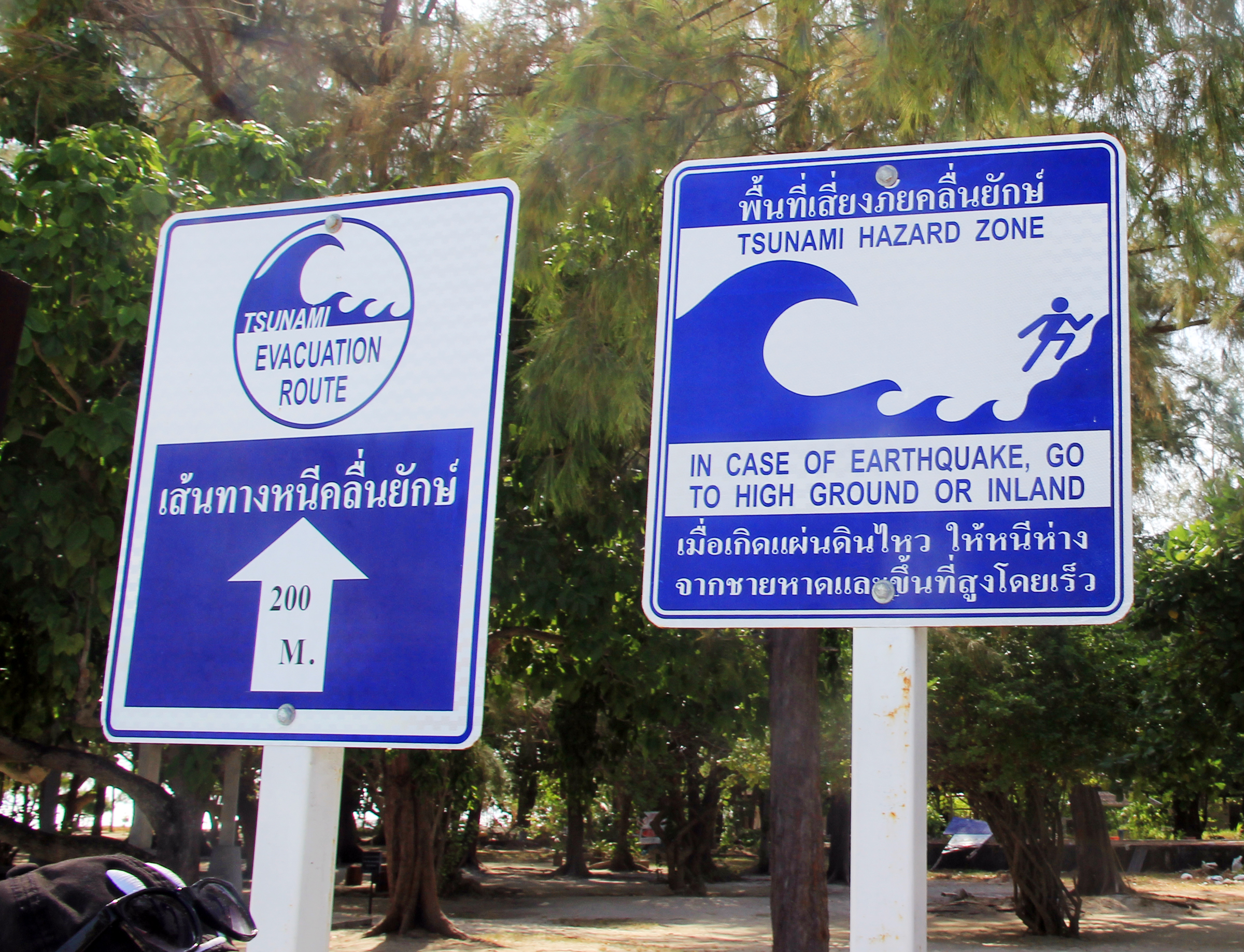
津波の危険地域であることと避難経路を示すタイの標識

### 日本における「津波」の語
「津波」の語は、通常の波とは異なり、沖合を航行する船舶の被害は少ないにもかかわらず、港（津）では大きな被害をもたらすことに由来する。「津波（浪）」の語が文献に現れる最古の例は『駿府記』 で、慶長16年10月28日（1611年12月2日）に発生した慶長三陸地震についての記述「政宗領所海涯人屋、波濤大漲来、悉流失す。溺死者五千人。世曰津浪云々」である。なお、表記は「津波（浪）」の他に「海立」、「震汐」、「海嘯」と書く場合があり、これらすべて「つなみ」と訓む。

### 「海嘯」等の漢語表現
日本において、昭和初期までの古い記録で、津波のことを「海嘯」（かいしょう）と記していることもある。ただし「海嘯」という語には、高潮などを含むことがある（1902年の小田原大海嘯など）。
「海嘯」という漢語は本来、満ち潮が波となって河川を逆流する現象 (tidal bore) を指す言葉であり、中国の銭塘江で見られるものがよく知られている（なお、tidal bore に対して日本語では潮津波（しおつなみ）という表現がある）。
現代の中国語圏では、津波のことを一般的に「海嘯」（簡体字: 海啸; 拼音: hǎixiào）と呼ぶ（現代では銭塘江の逆流は「大潮」といった語を用いている）。ほかに「海溢」（古語）、「海漲」（台湾語）という表現もある。
朝鮮語（韓国語）では、「海溢」（해일）という表現が用いられるが、この語は津波の他に tidal bore や高潮などを含んでいる。特に津波について区別する際には「地震海溢」（지진해일）が用いられる。日本語の読みをハングルに転写した「쓰나미」が使われる場合もある。

### 国際語化
英語文献において、「tsunami」という語が使われた例は、現在のところ『ナショナルジオグラフィックマガジン』1896年9月号に掲載された明治三陸地震津波を報じるエリザ・シドモア執筆の記事 「The Recent Earthquake Wave on the Coast of Japan 」が最古とされている。しかし、一般的に初引用として知られているのは、小泉八雲（ラフカディオ・ハーン）が1897年（明治30年）に出版した著作集『仏の畠の落ち穂』（Gleaming in Budda-Fields）の中に収録された「生神様（A Living God）」である。濱口梧陵をモデルにした同作では、地震後に沿岸の村を飲み込んだ巨大な波を「tsunami」と、日本語の転写で表現した。
その後、1904年の地震学の学会報告にはじまり、地震・気象の学術論文等に限られていた。元々英語圏では tidal wave  という語が使われてきたが、この語は本来潮汐（tide）による波を指し、地震による波にこの語を使うのは学問的にふさわしくないとされ、現在では tsunami が用いられる。研究者の間では seismic sea wave（地震性海洋波）という語が使われることもあったが、あまり一般的ではなかった。

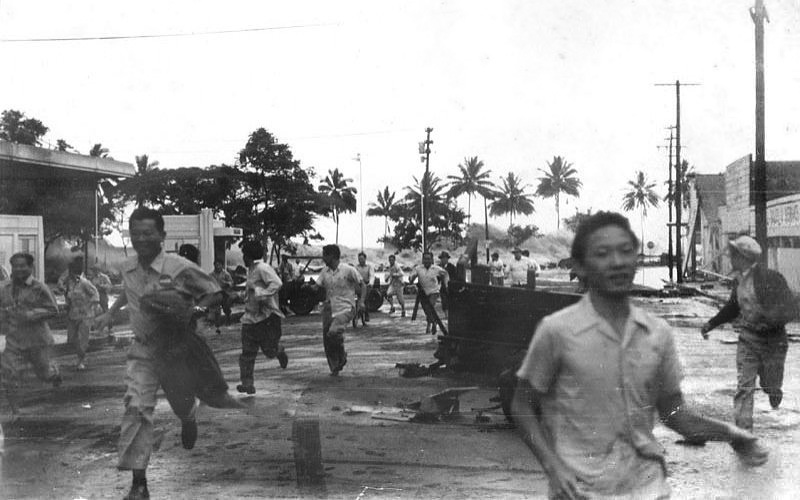
1946年アリューシャン地震で発生した津波から逃避するヒロの住民。

1946年、アリューシャン地震でハワイ諸島に津波の大被害があった際、現地の日系人が「tsunami」という語を用いたことから、同地でこの語が使われるようになり、被害を受けて設置された太平洋津波警報センターの名称も1949年には Pacific Tsunami Warning Center とされたことから、アメリカ合衆国ではこの語が広く用いられるようになり、その後、1968年にアメリカの海洋学者ウィリアム・G・ヴァン・ドーン が学術用語として使うことを提案し、国際語化した。
上記以降、「tsunami」は学術用語として国際的に広く用いられていたが、2004年のスマトラ沖地震による津波が激甚な被害をもたらしたことが世界中に報道されたことを契機に、世界各国で一般語になったとされる。

## 人間以外の生物への影響
津波は浅い海底や陸地の沿岸部、川の河口近くを激しく掻き乱すため、生態系に大きな影響を与える。東日本大震災では沿岸の生物やその幼生、卵、胞子などが漂流物に付着して流され、本来は生息しない北アメリカ大陸などに辿り着いて繁殖し、問題になっている。

## 文化的影響

### 津波を題材にした作品
- TSUNAMI COMES - MAD MAXの楽曲(作:ローラン・ジェルメッティ)。SUPER EUROBEATVol.148に収録。
- TSUNAMI - サザンオールスターズによる2000年の楽曲。
- TSUNAMI -ツナミ-（原題『해운대（ヘウンデ・海雲台）』） - 2009年の韓国映画。

### その他
日本国外では、伊藤みどりや小林尊のように並外れた能力を持つ日本人に "TSUNAMI" とニックネームを付けることがある。